# Cattedrale di San Lorenzo (Genova)
La cattedrale di San Lorenzo è il più importante luogo di culto cattolico della città di Genova, cattedrale metropolitana dell'omonima arcidiocesi.
È stata consacrata al santo il 10 ottobre del 1118 da papa Gelasio II quando ne esistevano solo l'altare e una zona circostante, riservata alla preghiera, ma nessuna struttura in elevato. Nel corso del XII secolo fu costruita, ma ancora nel terzo quarto del secolo restava incompiuta e priva di una facciata vera e propria.

## Storia e descrizione

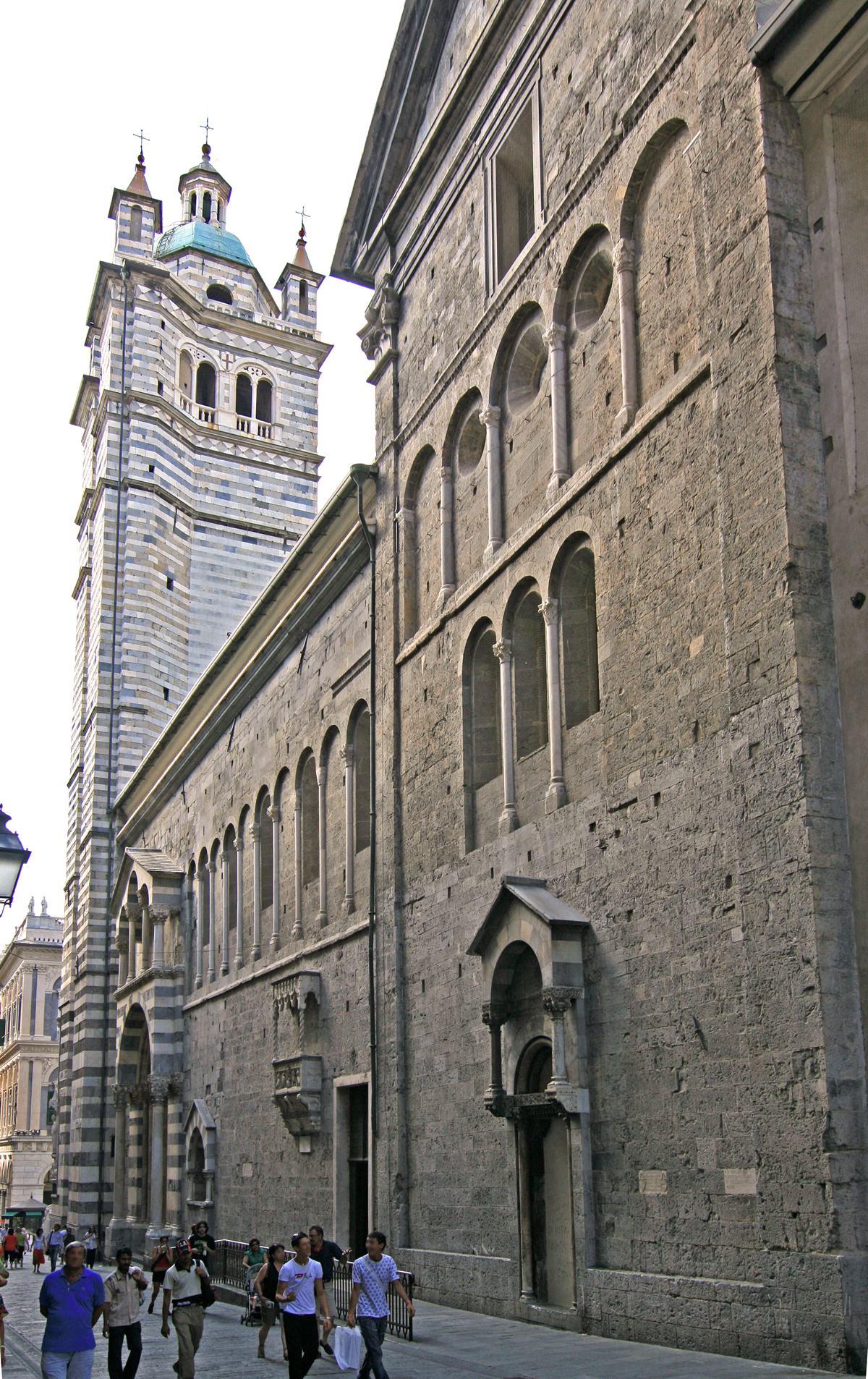
Il fianco su via San Lorenzo

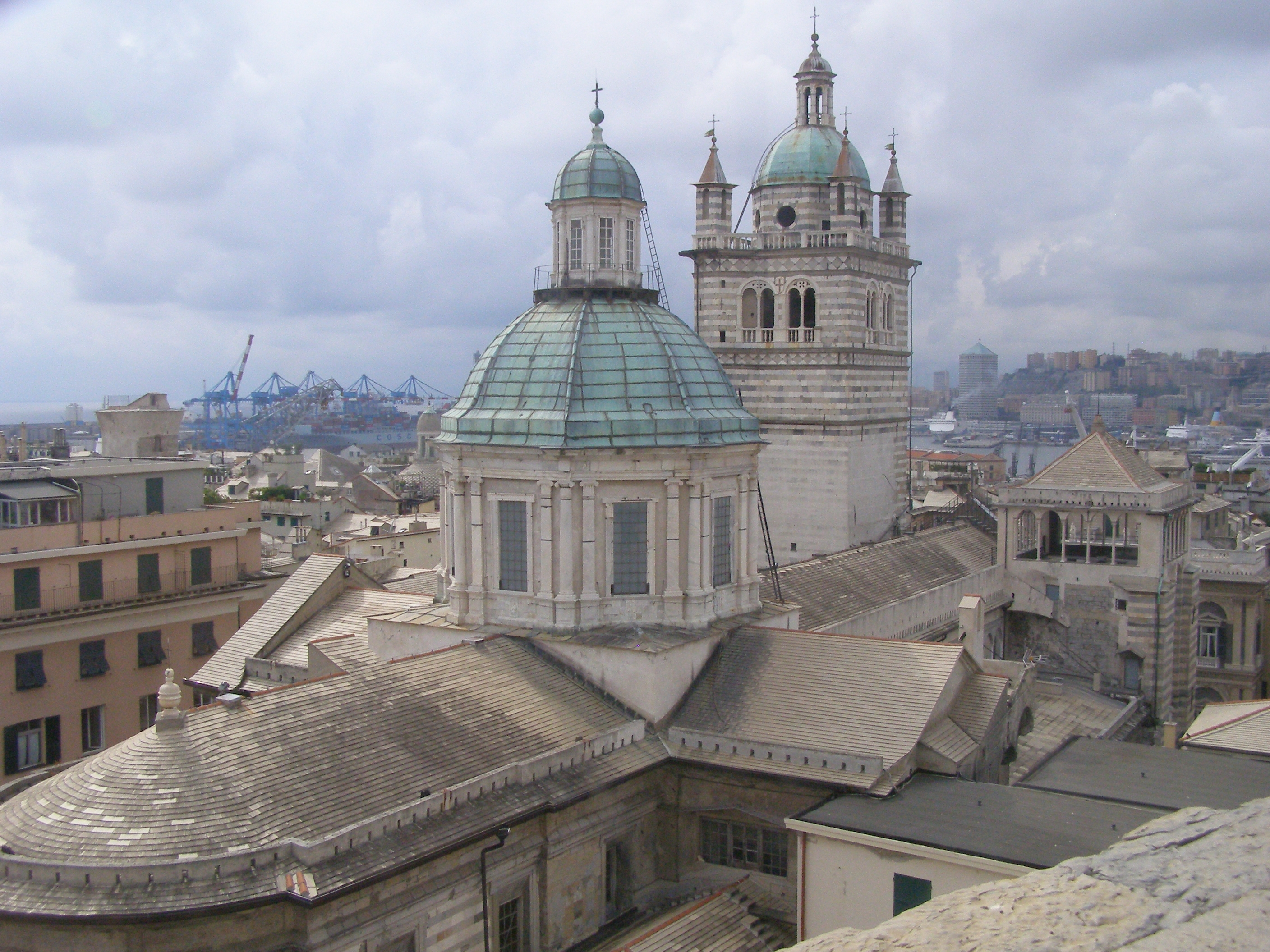
Veduta con i completamenti quattro-cinquecenteschi.

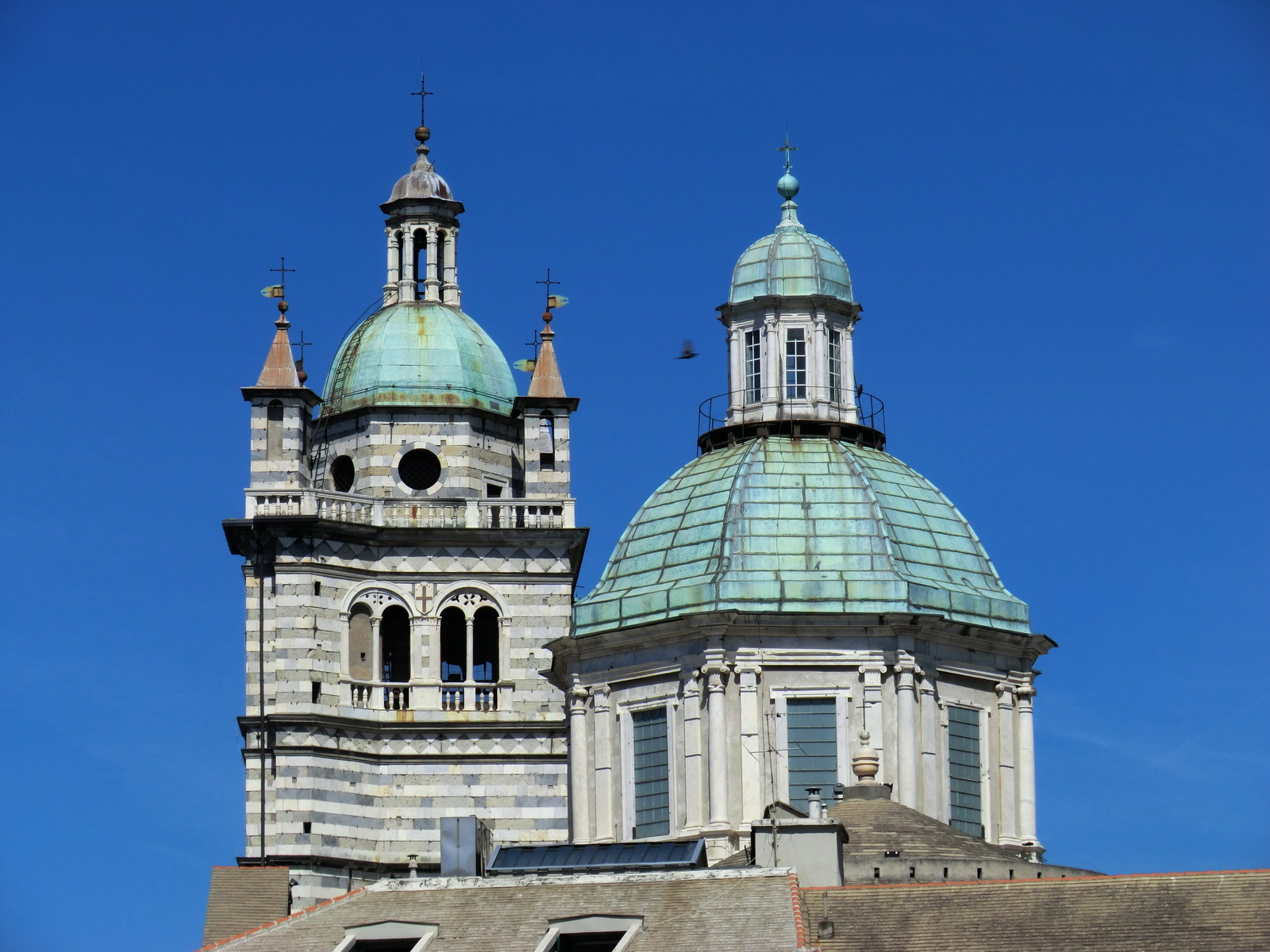
Il campanile e la cupola di San Lorenzo, realizzata da Galeazzo Alessi.

In base ai ritrovamenti archeologici una comunità cristiana stabile era sicuramente presente nella città di Genova già nella metà del III secolo e impiegava effettivamente come luogo di sepoltura proprio la zona di San Lorenzo. Il cimitero era, in base al materiale rinvenuto, molto probabilmente impiegato già in epoca romana.
Una prima basilica vi sorse intorno al VI-VII secolo
Una leggenda vuole che in città si siano fermati San Lorenzo e papa Sisto II, diretti in Spagna, venendo ospitati in una casa sita nella zona dell'attuale cattedrale, dove, dopo la loro uccisione, sarebbero sorte una cappella e poi una chiesa dedicate al santo.
Dal IX secolo, San Lorenzo affiancò, nella funzione di cattedrale, la Basilica dei Dodici Apostoli, dal VI secolo dedicata a San Siro, allora sita fuori dell'antico nucleo della città.
Nel 1007 la sede vescovile venne trasferita a San Lorenzo, e a partire dal 1098 venne iniziata la sua ricostruzione in forme romaniche con finanziamenti provenienti dalle Crociate, da altre imprese militari e tasse comunali. Il cantiere venne affidato ai Magistri Antelami, e rappresenta la base della chiesa attuale (le fiancate e i portali laterali). Il nuovo rango dell'edificio favorì l'urbanizzazione della zona che, con la costruzione delle mura, nel 1155, e la fusione dei tre antichi nuclei urbani (castrum, civitas e burgus) divenne il cuore della città. L'edificio venne consacrato il 10 ottobre 1118 da papa Gelasio II di passaggio a Genova e nel 1133 venne elevata al rango arcivescovile da papa Innocenzo II.
Verso il 1230 si decise una profonda ristrutturazione dell'edificio, in stile gotico. Si iniziò così la facciata dalla parte bassa caratterizzata dai tre portali gotici.
Con l'incendio del 1296 l'edificio, assai danneggiato, viene rimaneggiato. Tra il 1307 e il 1312 si completò la facciata e si iniziò l'elevazione del campanile destro. Il progetto originale prevedeva l'elevazione di due torri campanarie, parte integrante della facciata. All'interno vennero rifatti i colonnati, con capitelli e falsi matronei, mantenendo le parti romaniche superstiti; la controfacciata viene affrescata.
Tra il XIV e il XV secolo vennero costruiti diversi altari e cappelle, fra i quali la Cappella di San Giovanni Battista nella navata sinistra, atta ad accogliere le ceneri del santo patrono della città, giunte a Genova alla fine della Prima Crociata. Nel 1455 si realizzò la loggia sulla torre sinistra; e al 1522 venne aggiunto il coronamento manierista a quella destra, completandola.
Nel XVI secolo ci fu un'esplosione del deposito delle polveri, vicino al Palazzo Vescovile, e le coperture presbiteriali e absidali del duomo furono gravemente danneggiate. Verso il 1550 il Consiglio cittadino commissionò all'architetto perugino Galeazzo Alessi un progetto di rinnovazione dell'intero edificio. Tuttavia i lavori non videro mai il compimento. Venne rifatta la parte absidale ed eretta la cupola sulla crociera, ma nel piedicroce si eseguirono solo le volte a botte, in sostituzione delle capriate lignee, e il pavimento. Questo cantiere vide la fine nel XVII secolo, quando l'abside venne decorata con le Storie di San Lorenzo da Lazzaro Tavarone, in un tripudio di stucchi dorati.
Tra il 1894 e il 1900 l'edificio venne restaurato sotto la direzione dell'architetto Marco Aurelio Crotta e con l'alto controllo di Alfredo d'Andrade.

## Esterno

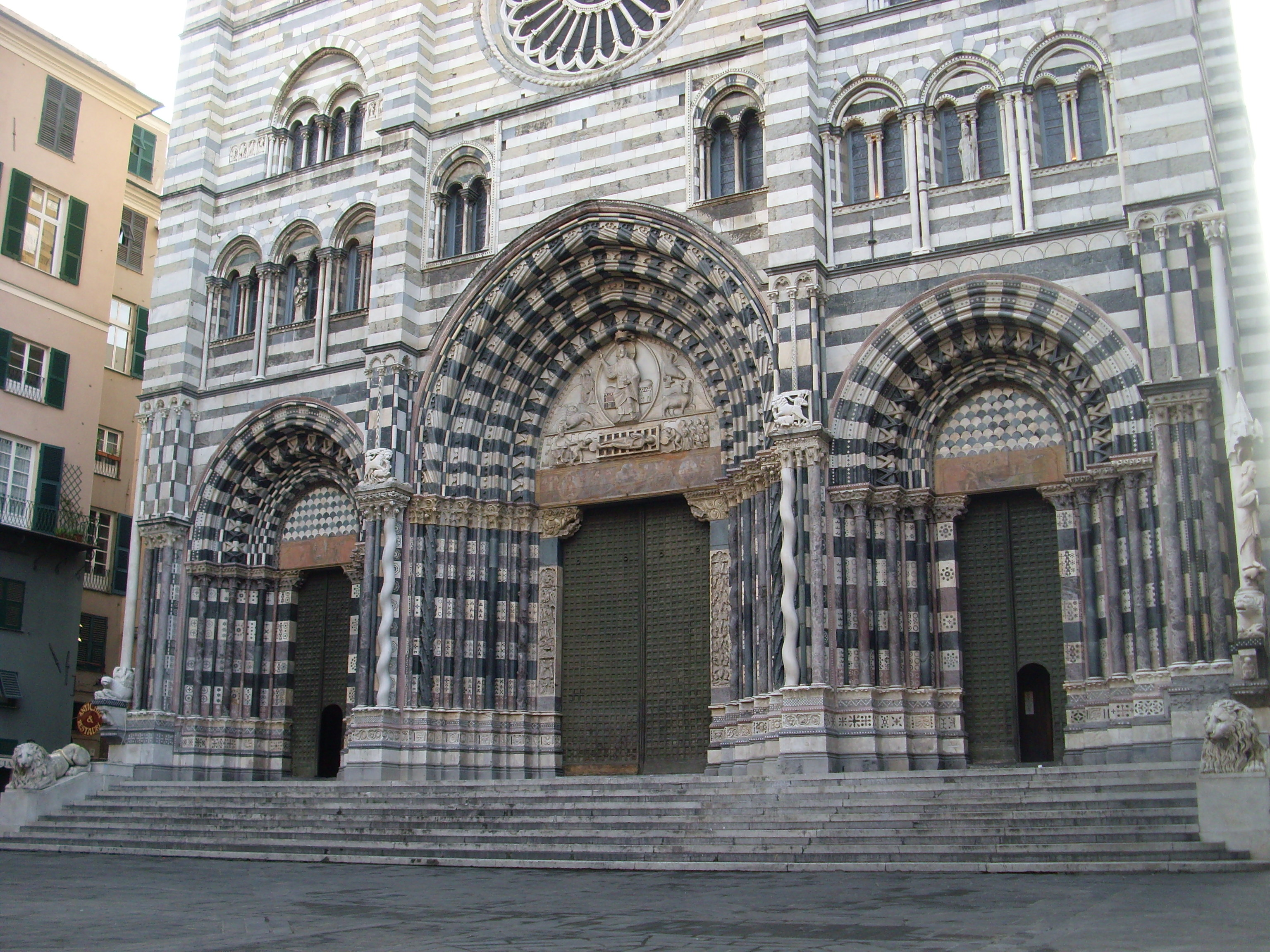
I portali della facciata.

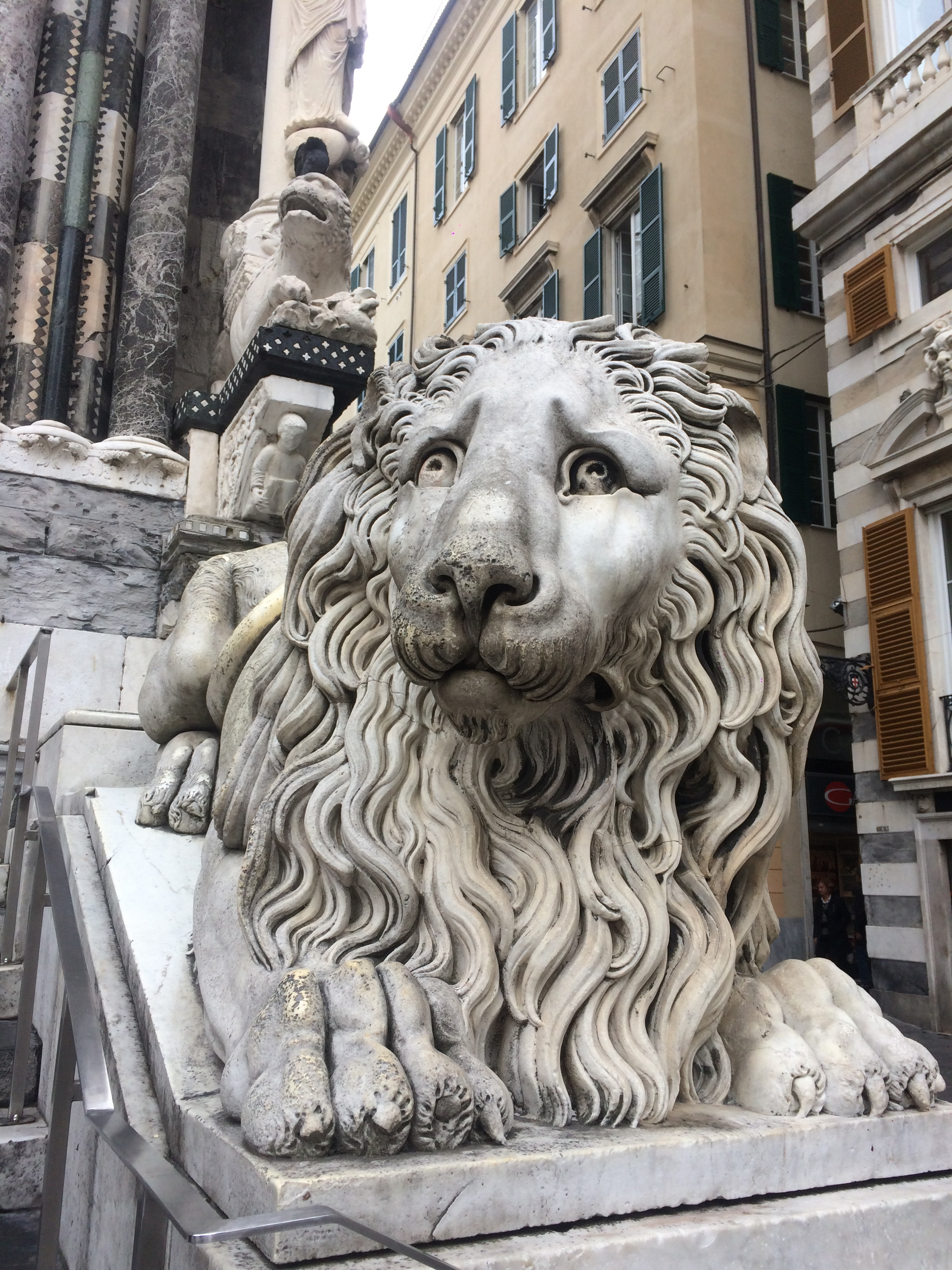
Una delle due statue ottocentesche raffiguranti leoni che affiancano la scalinata della cattedrale, dello scultore Rubatto.

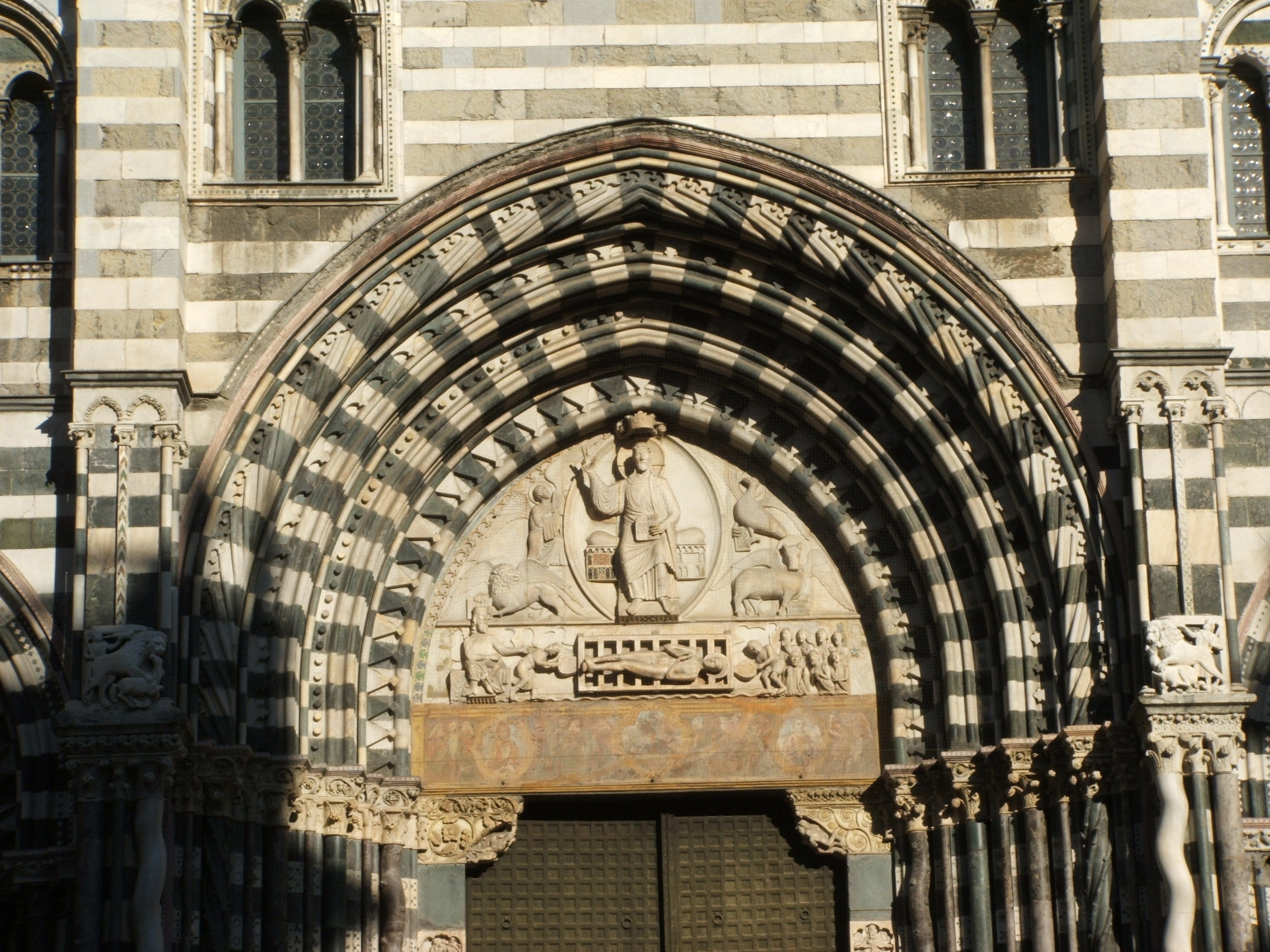
La lunetta del portale centrale con Cristo con San Lorenzo.

La facciata presenta i portali gotici, per i quali furono chiamate maestranze francesi nel terzo decennio del XIII secolo, e sopra il paramento a fasce bianche e nere, che nel Medioevo era simbolo di nobiltà, tipico dell'uso locale genovese.
Il progetto iniziale doveva avere due torri campanarie. La torre di sinistra non venne terminata, ne fu realizzato solo il tronco più basso, al quale venne sovrapposta una loggia nel 1477 eretta da Giovanni da Gandria. Pietro Carlone da Osteno lavorò alla torre di destra, che risulta essere l'unico campanile vero e proprio, ultimato nel 1522.
Alto 60 metri, il campanile risulta essere una delle torri campanarie più alte della Liguria e ospita un concerto di sette campane di diverse epoche e fusioni, con nota base do3.
I suoi tre portali gotici sono del primo quarto del XIII secolo e si staccano stilisticamente dal contesto architettonico-scultoreo della cattedrale. Insieme all'endonartece compreso nello spessore delle torri campanarie sono l'unico vestigio di un progetto di trasformazione di San Lorenzo in una cattedrale gotica completamente voltata, iniziato dopo il 1217, poi interrotto (come testimoniano i pilastri laterali, con le volte interrotte) e mai condotto a termine. Gli apparati decorativi esibiti lasciano intravedere analogie importanti con l'architettura francese, ed in particolare con i portali laterali delle opere occidentali di Rouen (coevi) e di Chartres (precedenti), lasciando dedurre l'origine francese delle maestranze impiegate a tale scopo.
I bassorilievi e altorilievi del portale centrale raffigurano, nella lunetta, il Cristo Giudice circondato dai simboli dei quattro Evangelisti, e, nel sottostante architrave, il Martirio di San Lorenzo; negli stipiti, a destra l'Albero di Jesse, vale a dire la genealogia di Cristo in linea femminile (da Jesse, padre di David, fino a Maria); a sinistra le Storie dell'Infanzia di Cristo, dall'Annunciazione alla Fuga in Egitto. Nella mensola di destra è raffigurato Giacobbe che benedice i nipoti Efraim e Manasse; in quella di sinistra gli Apostoli Pietro e Paolo nutriti da una donna coronata, col seno nudo, allegoria della Chiesa che nutre i Cristiani. Ai lati della scalinata davanti alla facciata ci sono due leoni stilofori realizzati dalla bottega di Benedetto Antelami nei primi anni del XIII secolo, così come le due bellissime scene a rilievo di lotta tra animali nel circo (venationes) che spiccano ai lati dell'arcata centrale, ispirate direttamente a modelli di sarcofagi classici. Sul dorso del leone stiloforo destro è imposta una statua-colonna (detta 'l'Arrotino' ma raffigurante forse un San Giovanni Evangelista), scolpita anch'essa dagli artefici francesi, che è in realtà un orologio solare, come testimonia la meridiana (un disco con lo gnomone metallico) che essa tiene fra le mani.
Altri due portali, precedenti la facciata, di epoca romanica si trovano nelle due fiancate, rispettivamente il Portale di San Giovanni nel lato Nord, sulla omonima piazzetta (dopo il 1118-prima del 1142), e il Portale di San Gottardo, sulla via San Lorenzo, pressoché coevo alla realizzazione (1155) della Porta Soprana.
I due leoni che fiancheggiano la scalinata risalgono all'Ottocento (1840) e sono opera dello scultore Carlo Rubatto.

## Interno

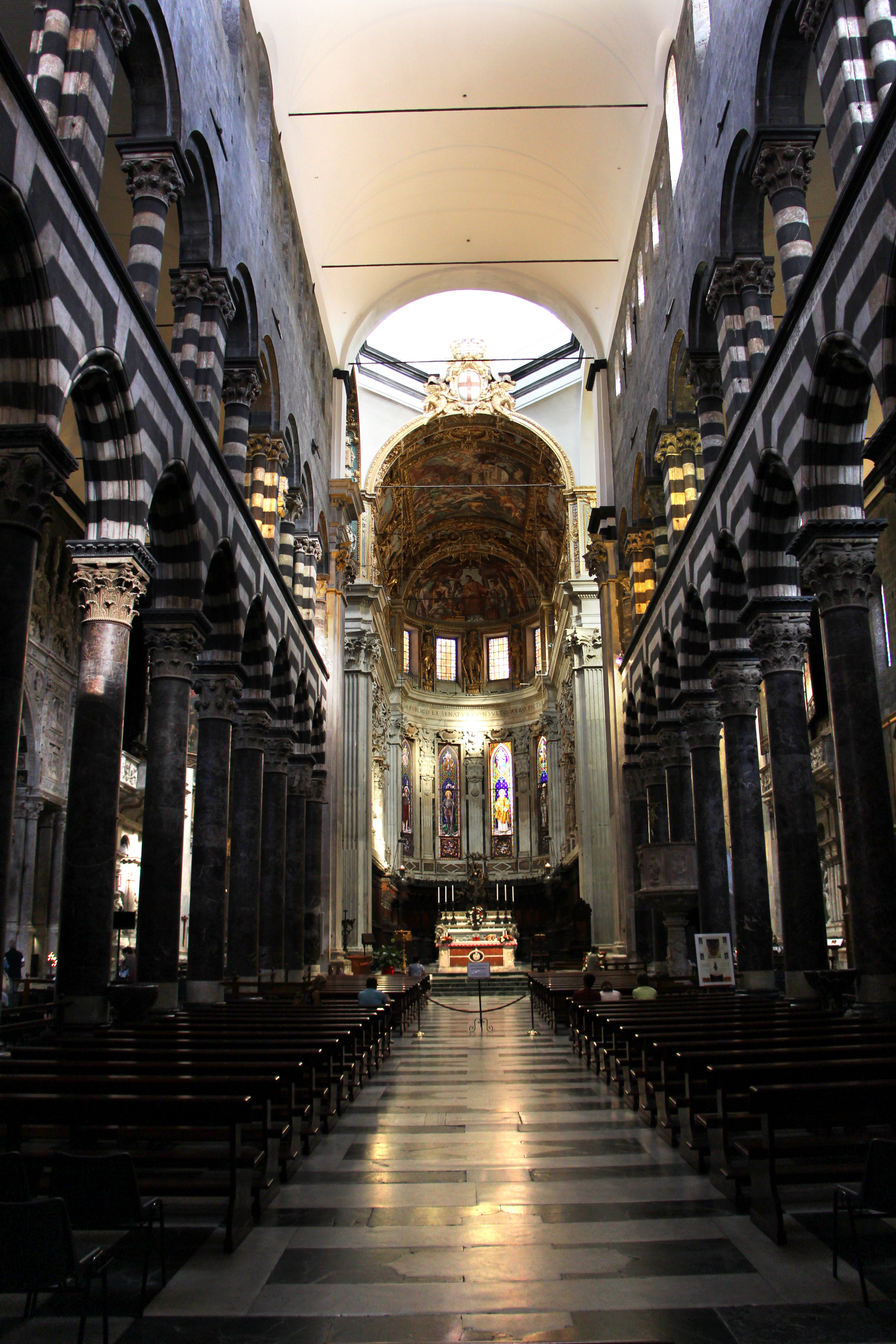
Veduta dell'interno.

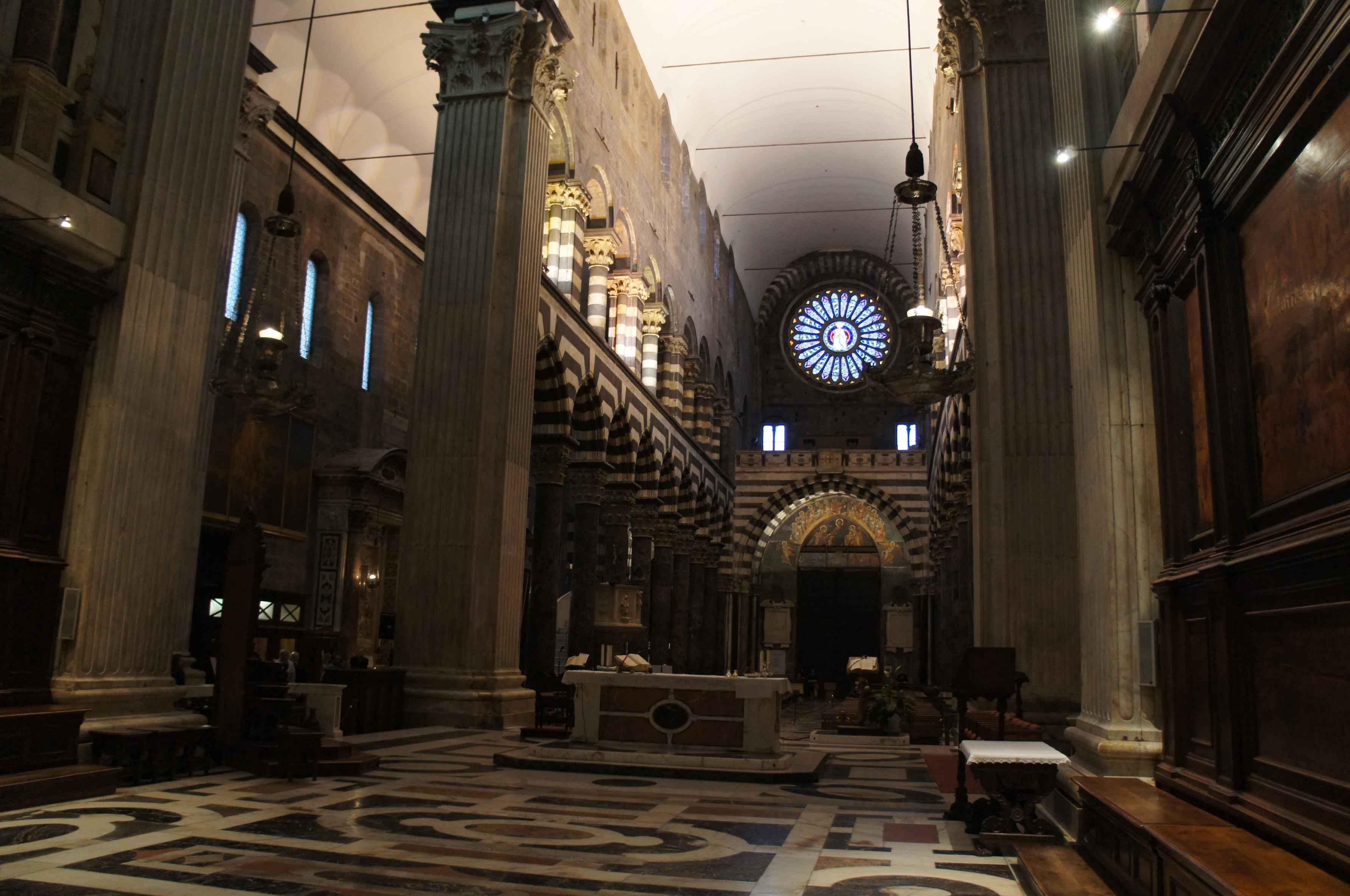
Veduta del piedicroce.

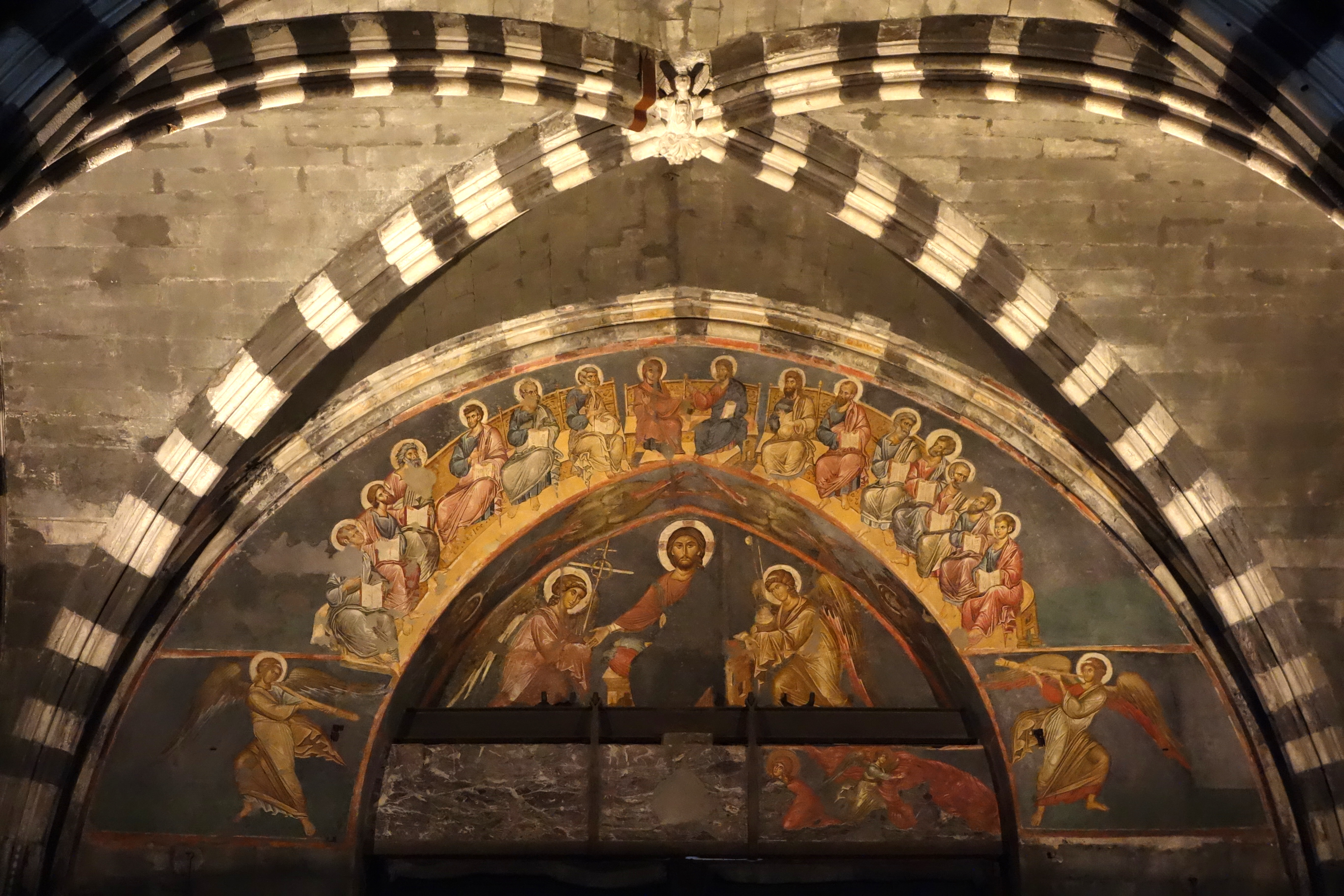
Affresco trecentesco della controfacciata.

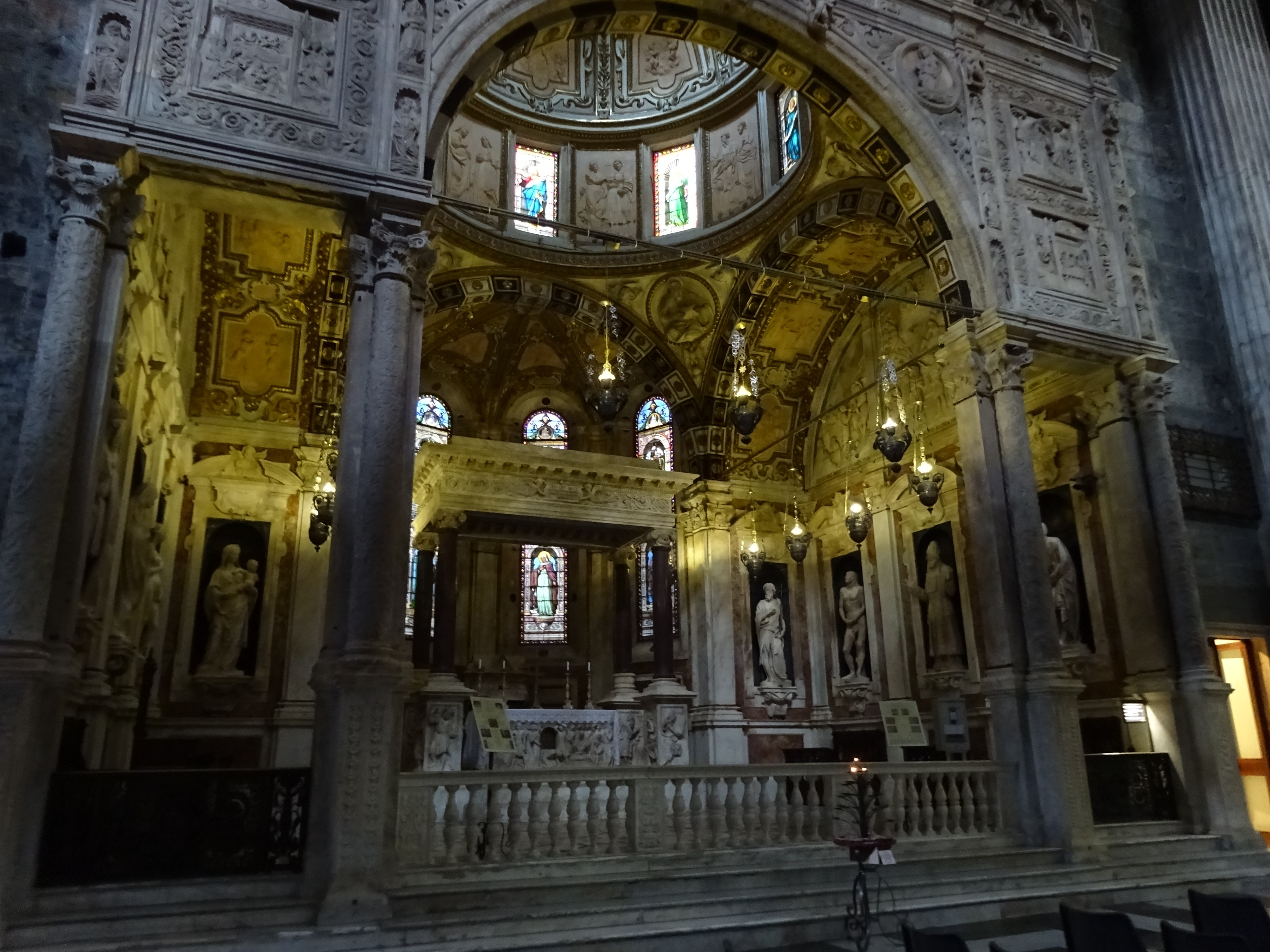
La cappella di San Giovanni Battista.

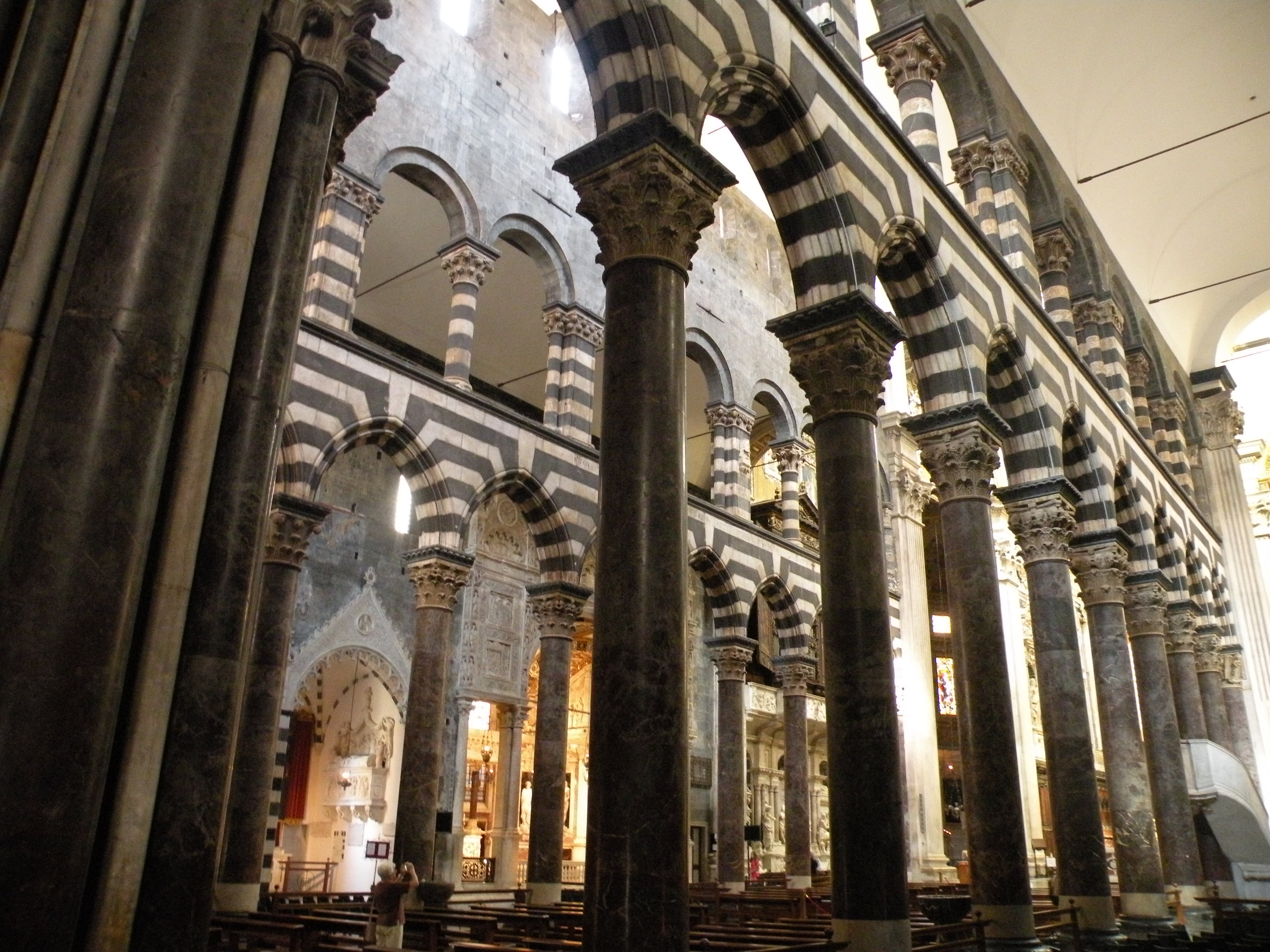
Le strutture delle navate.

L'interno del duomo è a pianta basilicale con endonartece, transetto e coro triabsidato. Il piedicroce è diviso in tre navate da colonne marmoree trecentesche sormontate da finti matronei. Si distingue chiaramente la parte gotica, in basso, con le colonne e le arcate a strisce bianche e nere, e la precedente serie di arcate a tutto sesto romaniche in pietra grigia ad esse sovrapposta, appartenente alla costruzione romanica (XI-XII secolo). Infatti questa sostituzione avvenne a seguito di una devastazione e incendio avvenuti durante le lotte tra le fazioni.
Per sostituirle lasciando intatta la parte superiore si crearono adeguate strutture di carpenteria in legno, la realizzazione delle quali era agevolata anche dalla grande esperienza in materia che veniva dalla cantieristica navale consona alle attività portuali. Si poté così cambiare le colonne inferiori lasciando intatte le arcate romaniche del soprastante matroneo.
Sopra la porta mediana ci sono due affreschi realizzati tra la fine del XIII secolo e l'inizio del XIV che raffigurano il Giudizio universale e la Glorificazione della Vergine. Sono in stile bizantino e si richiamano agli stili di Costantinopoli di quel periodo; per il primo affresco è stato fatto il nome di Marco il Greco, pittore documentato in città nei primi anni del XIV secolo.
Le coperture a volta a botte vennero aggiunte nel XVI secolo dall'architetto perugino Galeazzo Alessi, sostituendo il tetto retto da capriate lignee.

### Le navate laterali
Lungo la navata sinistra si apre la ricca cappella di San Giovanni Battista ricostruita negli anni tra il 1450 e il 1465.
Nella navata destra è posto l'affresco dell'Ultima Cena, realizzato nel 1626 da Lazzaro Tavarone per l'Ospedale di Pammatone, poi staccato al momento della demolizione e qui riposto. Più avanti si trova una granata navale inglese da 381 mm che il 9 febbraio 1941 colpì la chiesa durante la seconda guerra mondiale, nel corso di un bombardamento da parte degli inglesi. La granata sfondò il tetto della cattedrale (che fu ricostruito ma intonacato in bianco senza più gli affreschi) senza esplodere. La granata gemella della stessa salva colpì invece l'edificio del vicino Archivio esplodendo e distruggendolo; tuttora è visibile presso la sede ricostruita un piccolo frammento dell'ogiva rimasto dopo l'esplosione).
In fondo alla navata sinistra si accede al museo del tesoro di San Lorenzo, capolavoro di Franco Albini, terminato nel 1956. Qui si possono ammirare oggetti sacri preziosi, tra cui il cosiddetto Sacro Catino (manufatto di arte vetraria di fattura islamica del IX-X sec.).

### Transetto e coro

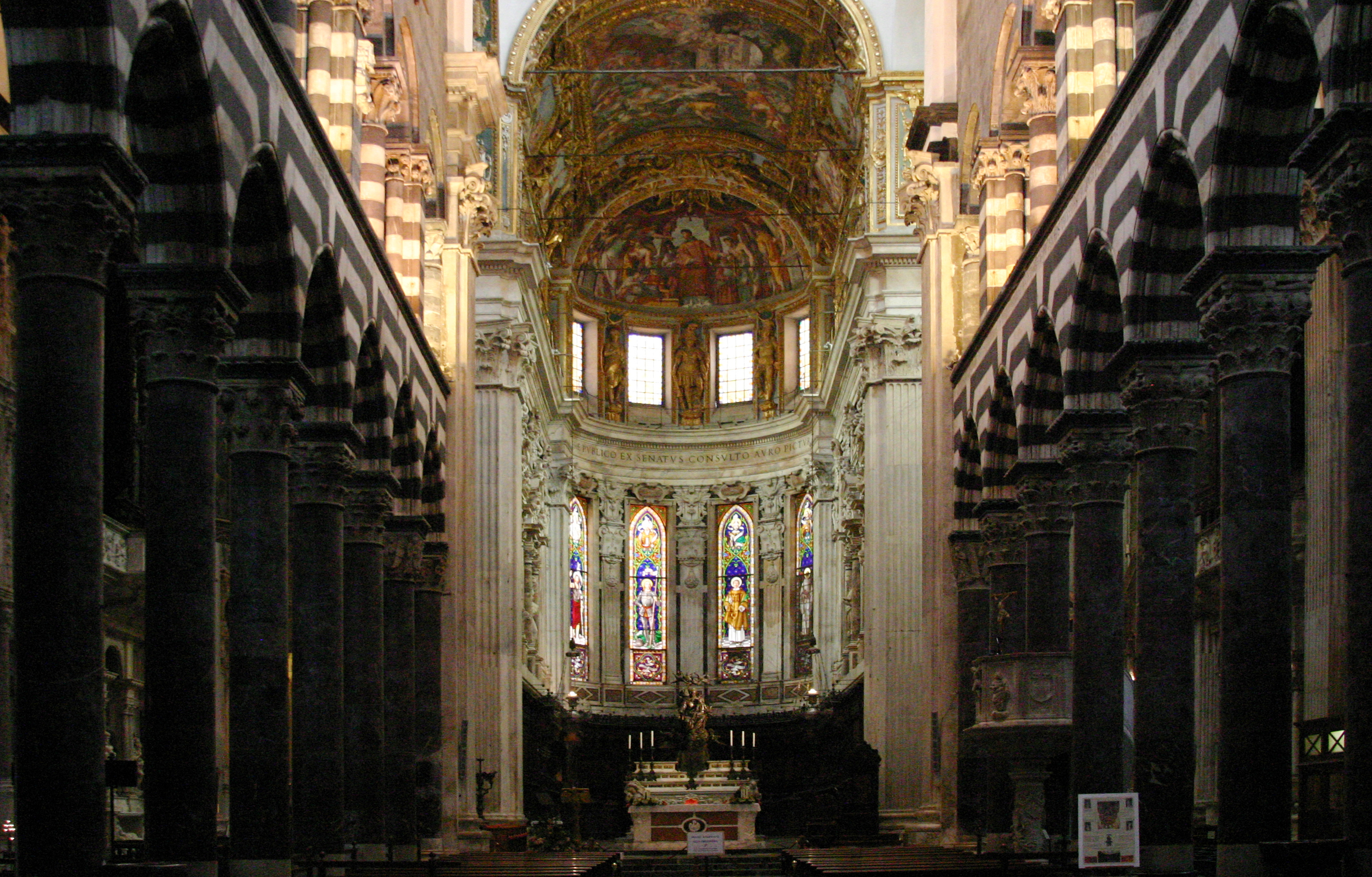
Il presbiterio barocco.

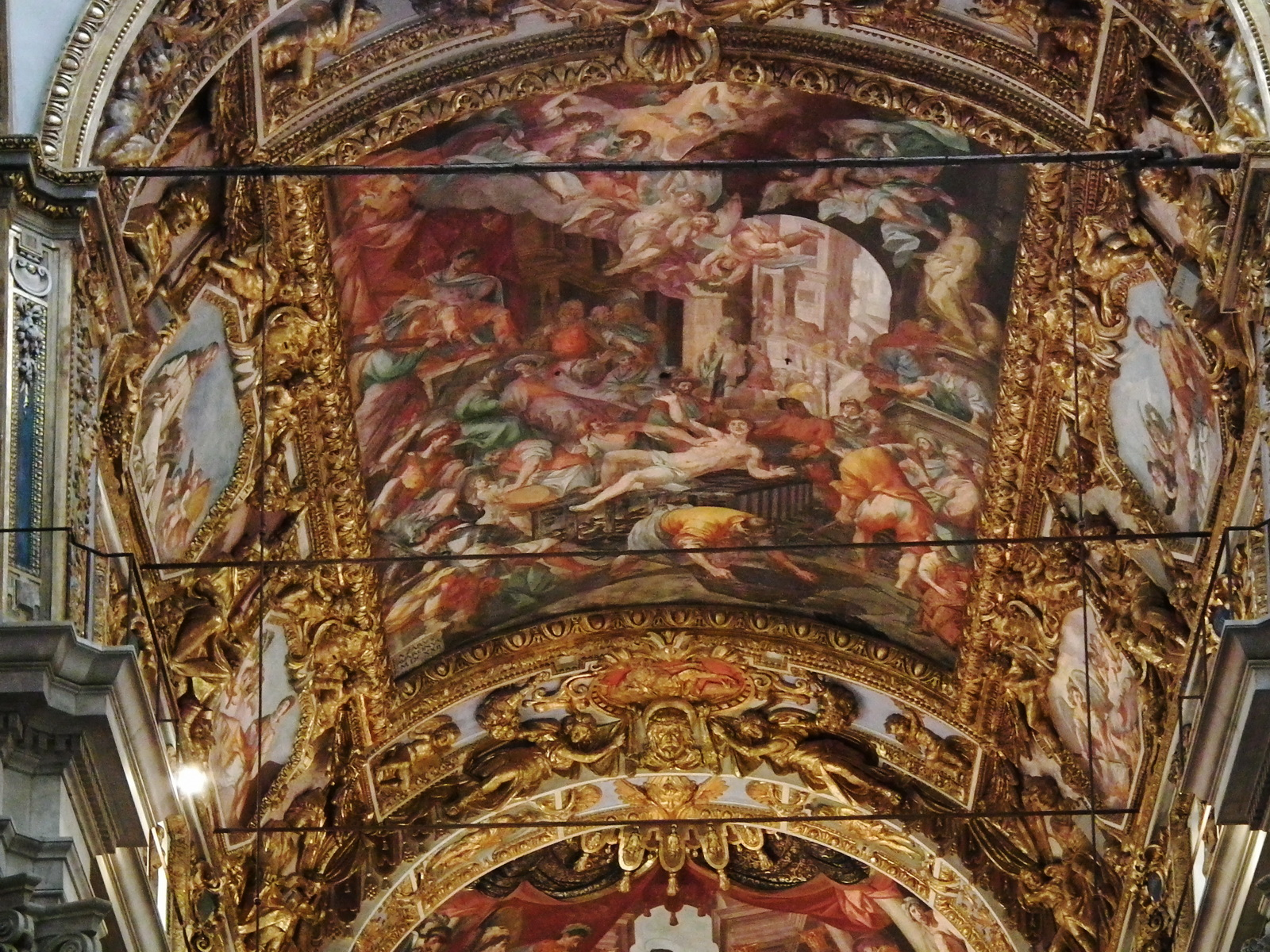
Volta del presbiterio.

Nel XVI secolo tutta la parte finale della cattedrale, costituita dal transetto, dal coro affiancato da due cappelle e dalla cupola sulla crociera; venne ridisegnato da Galeazzo Alessi. La sontuosa decorazione barocca a marmi, stucchi e dorature fu eseguita al XVII secolo. Gli affreschi delle volte della cappella sinistra, con l'Assunzione della Vergine, sono di Luca Cambiaso, mentre quelli del presbiterio sono opera del 1622 di Lazzaro Tavarone, che vi dipinse il Giudizio, nel catino absidale e il Martirio di San Lorenzo, nella volta.
Nella cappella absidale sinistra, Cappella Lercari, l'attuale ostensorio a tempietto è frutto di una manomissione operata nel 1817-18 da Carlo Barabino (per esso venne eliminata la gran macchina dell'ostensorio permanente) e risulta essere una ripetizione del tema del tempietto rotondo.
Nella cappella absidale destra, Cappella Balbi-Senarega, vi è un altro altare progettato da Carlo Barabino. Risulta una più pesante impostazione ma eguale indirizzo di sintetizzare architettura e teatro come nella corrispondente cappella Lercari. Qui nella mensa e nel tabernacolo si accordano bronzi dorati e marmi (la parte scultorea è di Filippo Peschiera).
Nel braccio sinistro del transetto è il bel monumento funebre della famiglia Cybo, realizzato in marmo nel XVI secolo da Giacomo e Guglielmo della Porta con Niccolò da Corte. Sormonta il monumento l'organo dalla bella cassa barocca.

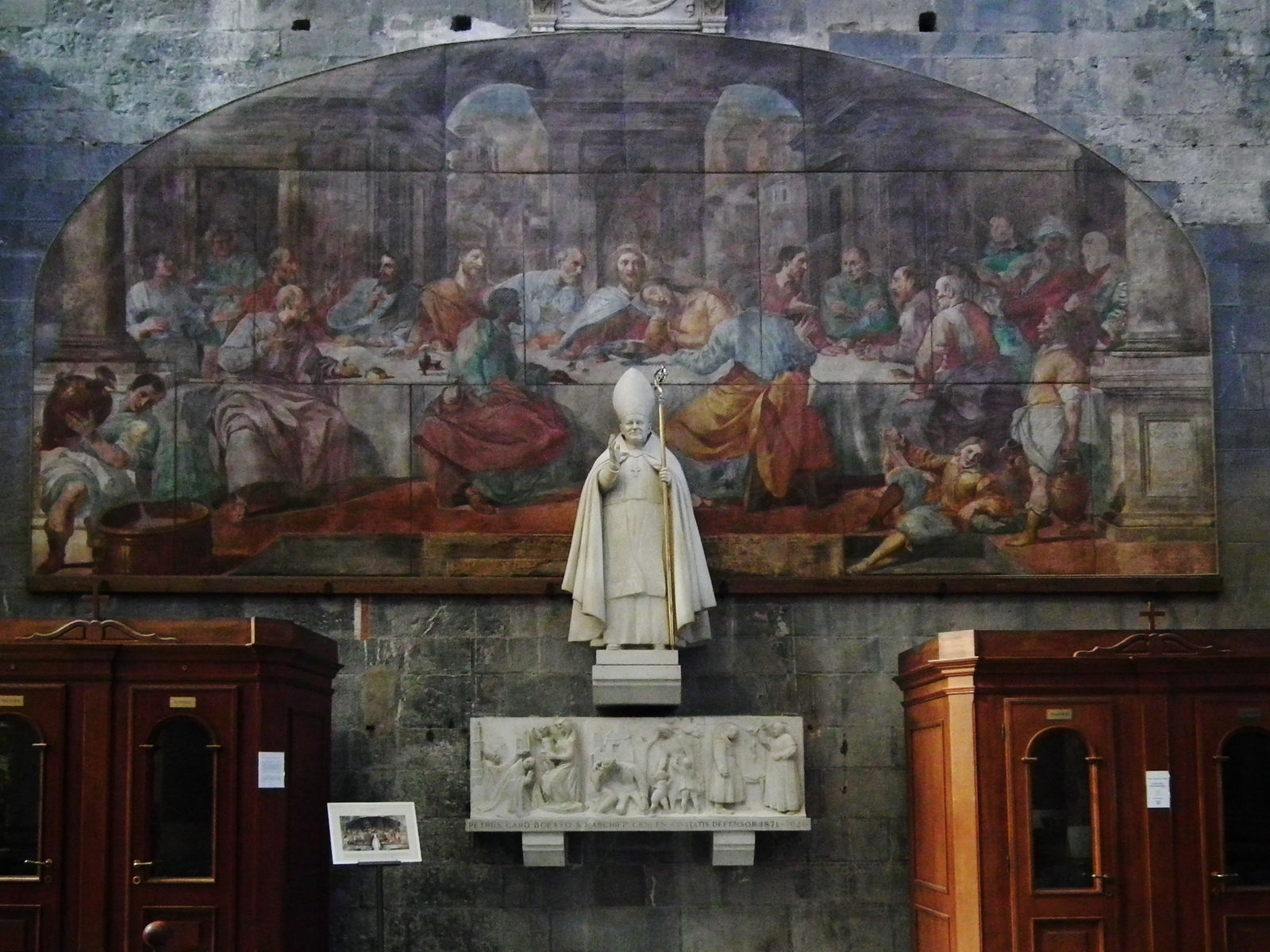
Affresco dell'Ultima Cena di Lazzaro Tavarone nella navata destra.
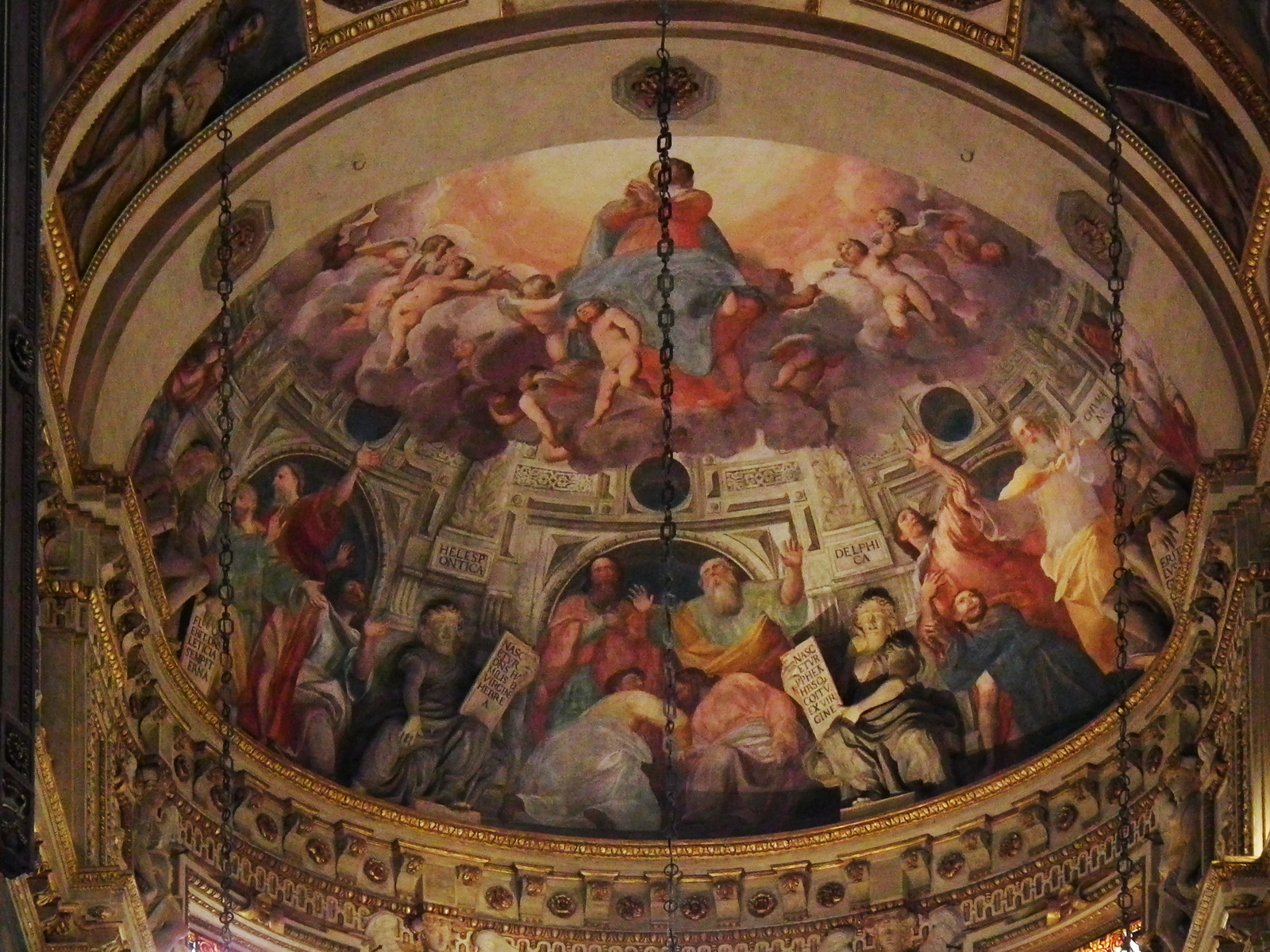
L'Assunzione di Luca Cambiaso, nella cappella absidale sinistra.
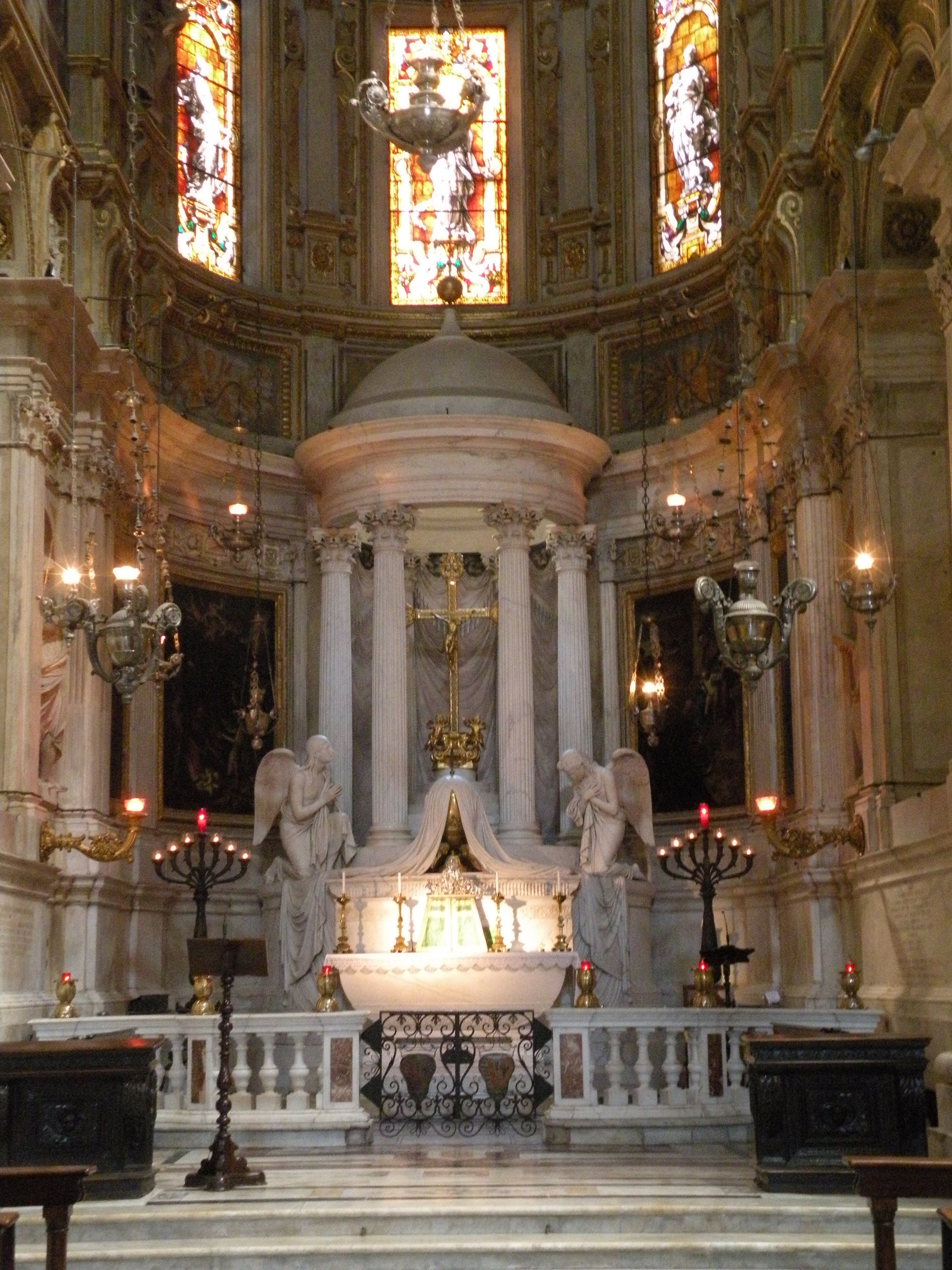
L'altare di Carlo Barabino, nella cappella absidale sinistra.
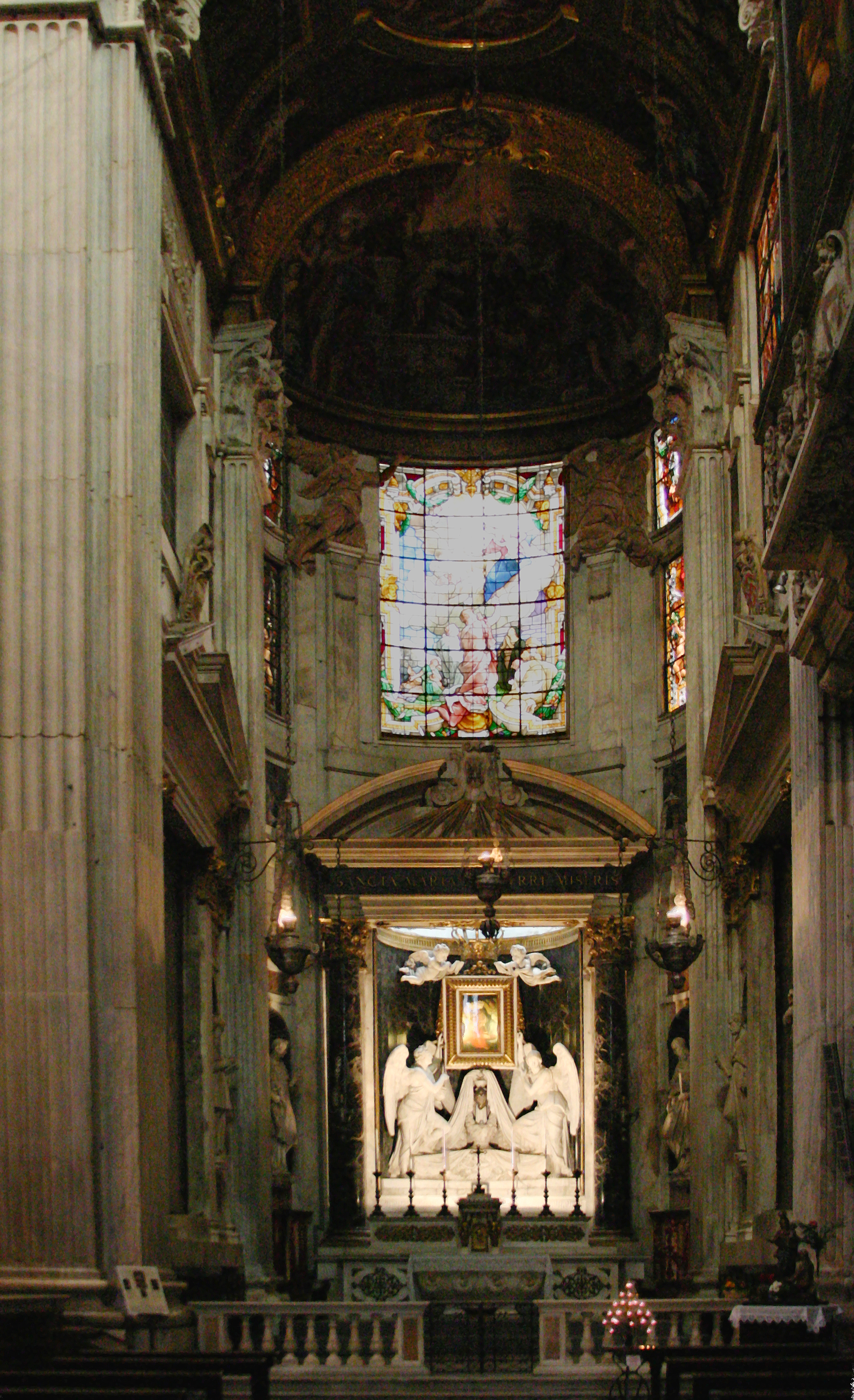
Cappella absidale destra.

## Opere pittoriche conservate

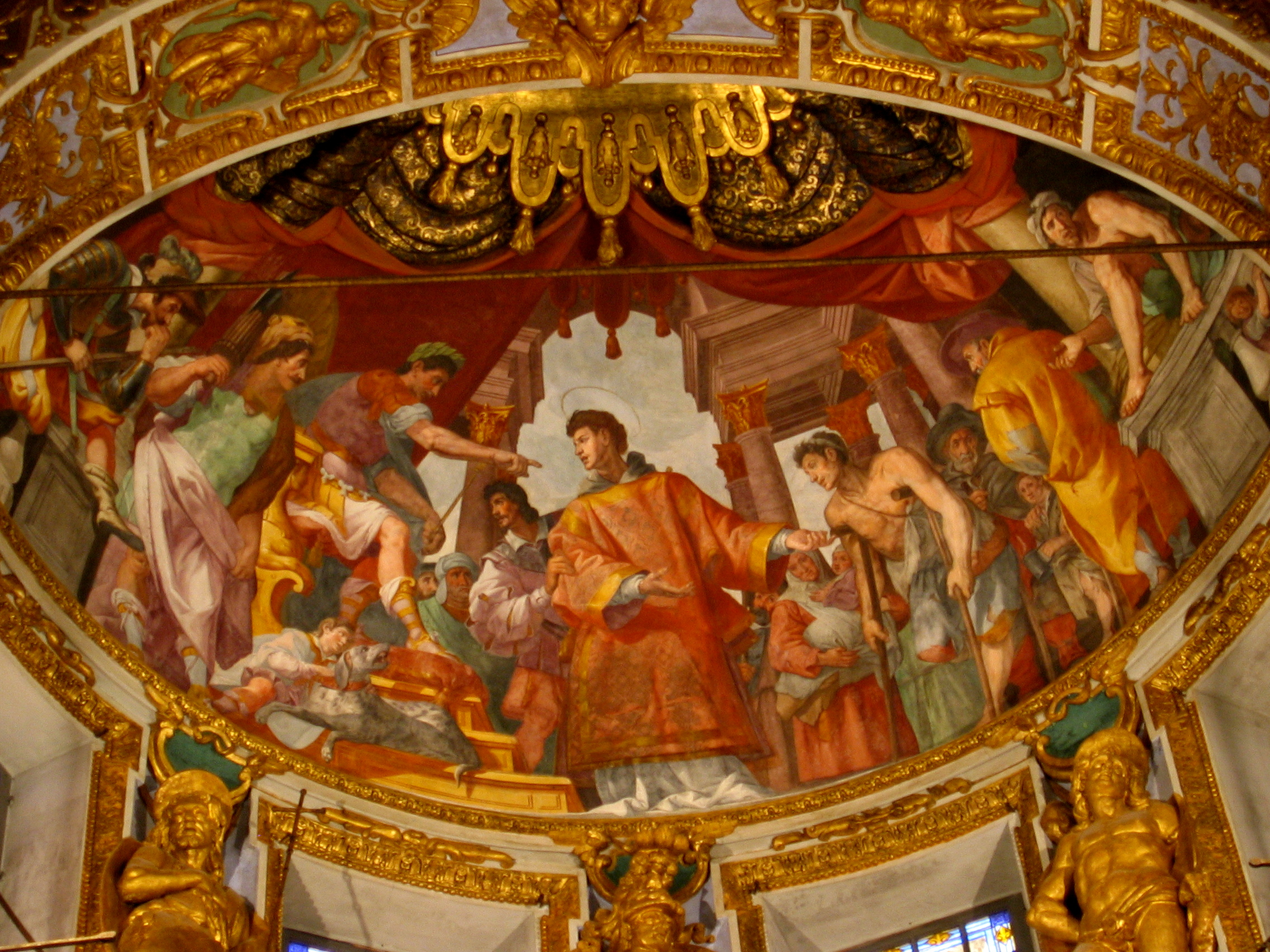
Lazzaro Tavarone, Il giudizio di san Lorenzo, volta del presbiterio

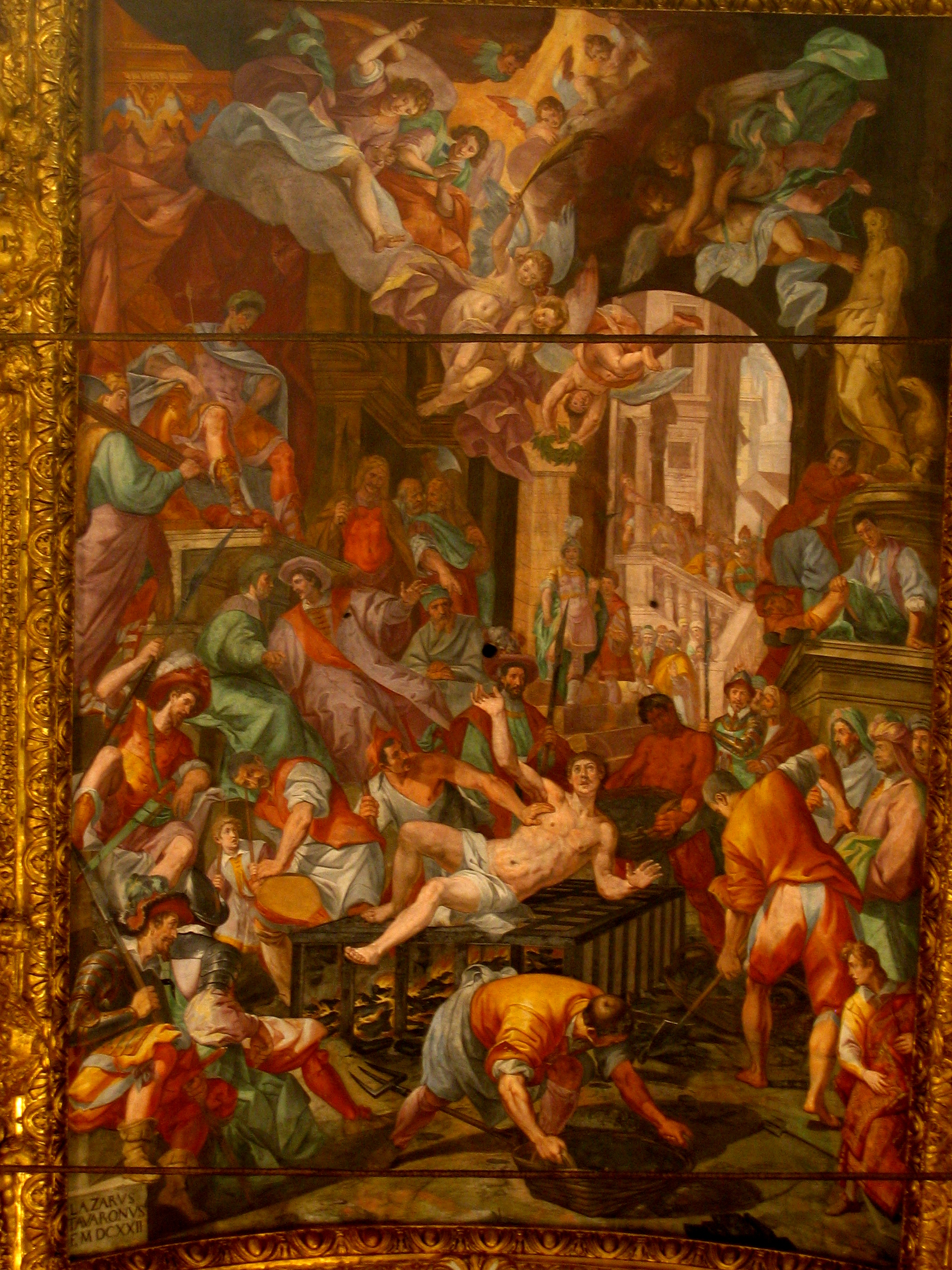
Lazzaro Tavarone, Il martirio di san Lorenzo, volta del presbiterio

- Ignoto pittore bizantino del 1315 circa: affreschi nella lunetta interna del portale maggiore e nell'arco della stessa (Cristo in Gloria fra la Madonna e gli Apostoli, vedi figura ingrandita); nella lunetta interna del portale del fianco sinistro (con Cristo doloroso fra i santi Giovanni Battista e Giovanni Evangelista, molto rovinato) e del muro ad esso sovrastante (una sorta di trittico con San Pietro recante in mano il modello del Battistero, San Giorgio e il drago, San Giovanni Battista, molto rovinati); nella lunetta interna del portale del fianco destro (con la Madonna col Bambino fra i santi Nicola da Mira, o da Bari, e Lorenzo)
- Luca Cambiaso: affreschi nella volta della cappella di testa della navata sinistra
- Barocci: Crocifisso con Santi (visione di San Sebastiano)
- Gio Ansaldo: ante dell'organo con episodi della vita di San Lorenzo
- Volta del presbiterio: affreschi di Lazzaro Tavarone (giudizio e martirio di San Lorenzo)
- Affresco di Lazzaro Tavarone tolto dal demolito ospedale di Pammatone e portato sul muro della navata destra
- Gaetano Previati (circa 1914): L'Assunta

## Opere scultoree conservate

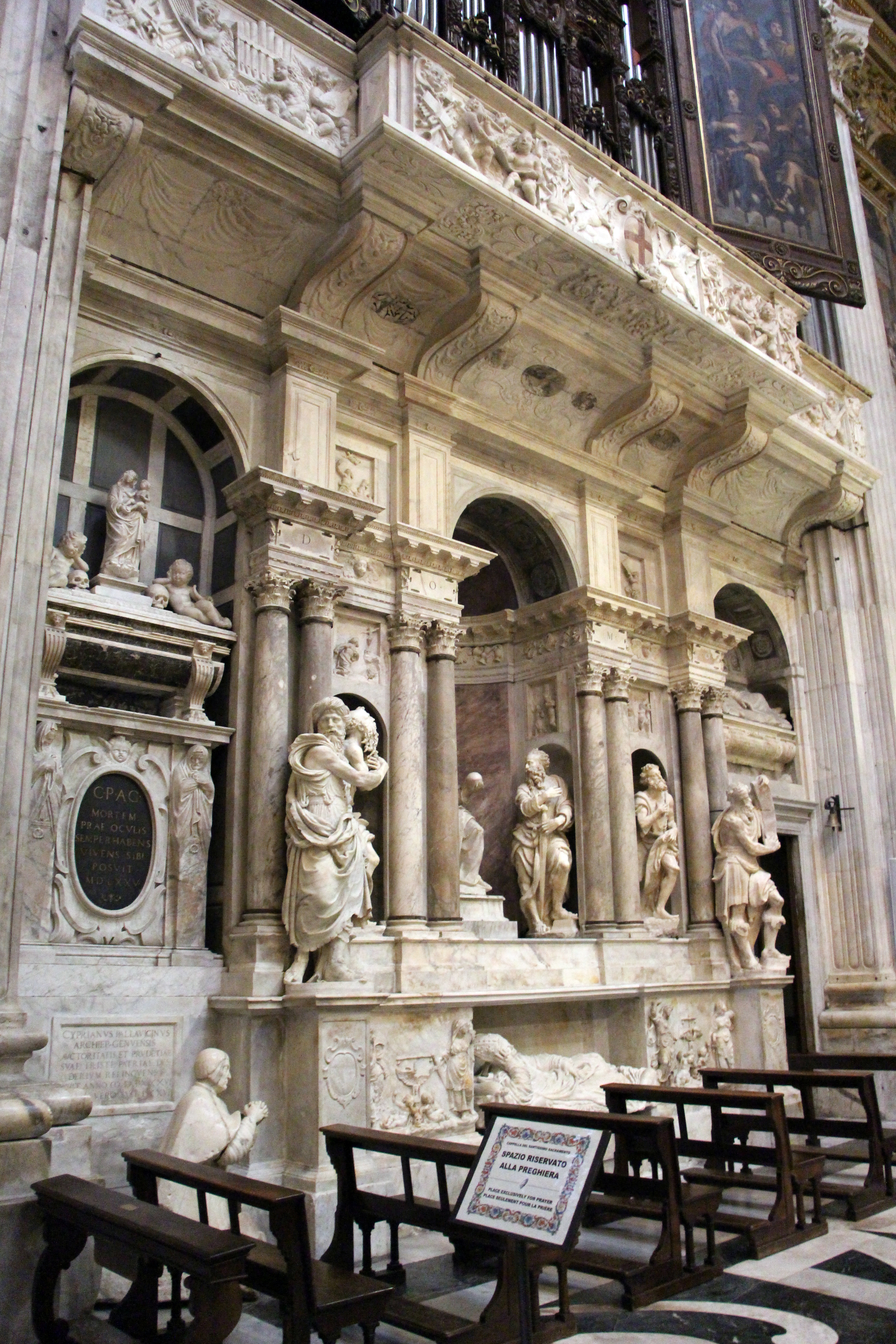
Il Monumento dei Cybo.

- sculture romaniche di influsso comasco nel protiro esterno del portale di San Giovanni, XI secolo (fianco Nord)
- sculture romaniche di influsso pisano nel protiro esterno del portale di San Gottardo (metà XII secolo) (fianco Sud)
- Sculture gotiche nei portali maggiori di facciata (Cristo in Gloria con San Lorenzo nella lunetta del portale maggiore, negli stipiti dello stesso l'Albero di Jesse)
- statue della cappella di San Giovanni, autori: Domenico Gaggini (fronte sulla navata, parte dei pinnacoli in alto, XV secolo); in seguito Matteo Civitali, da Lucca, che viene inserito nella seconda fase dei lavori per la cappella, nel 1492, e Andrea Sansovino per le statue nelle nicchie (la Vergine, San Giovanni Battista - del 1504 circa)
- Nella cappella di San Sebastiano (a destra del presbiterio) si conservano quattro statue di Taddeo Carlone commissionate dall'ex doge Matteo Senarega nel 1594[9].
- Giacomo e Guglielmo Della Porta: cappella di Giuliano Cybo.
- Neoclassicismo, Cappella Senarega: il disegno di contratto tra Imperiali Lercari e gli esecutori, conservato presso la Collezione Topografica del Comune, è firmato da Imperiale Lercari, Giacomo Gaggini jr., Giovanni Gaggini jr.; l'opera venne eseguita dal Gaggini nel 1821.
- cappella di testa della navata destra con altare progettato da Carlo Barabino e sculture di Ignazio Peschiera.

È inoltre ancor oggi ben visibile ad altezza d'uomo a destra di una delle due porte di accesso alla cattedrale (quella più prossima alla vicina via San Lorenzo) la piccola riproduzione di un cane. Si tratterebbe, secondo una leggenda metropolitana non molto conosciuta, del cane di un amico di uno degli scultori (o, secondo altre versioni, lo scultore stesso) che sarebbe morto in un crollo durante i lavori, salvando la vita al suo padrone. Per ricordarlo, ne fu scolpita l'immagine.

## Organo a canne

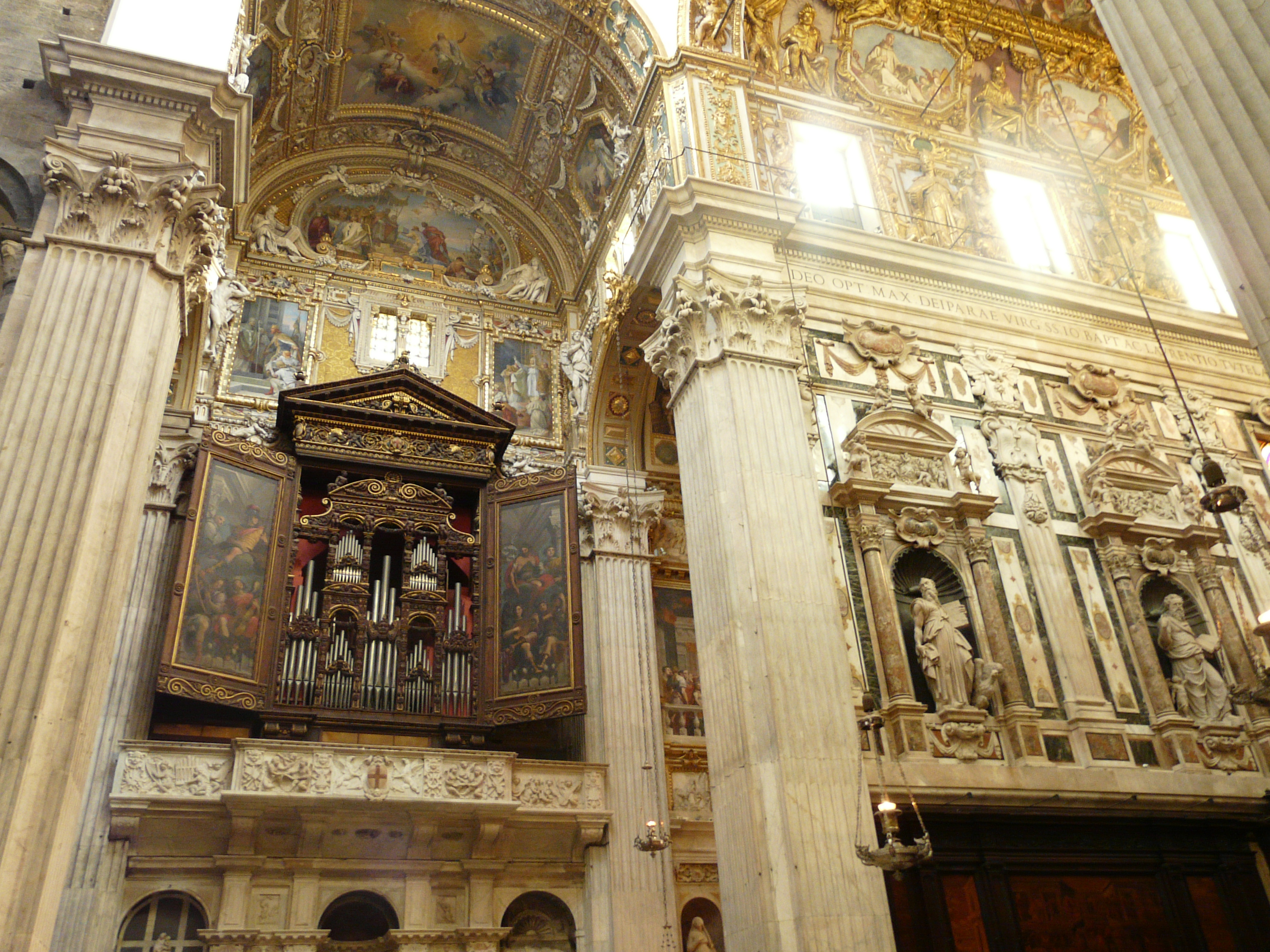
L'organo barocco del transetto sinistro.

La prima testimonianza a proposito di un organo a canne nella cattedrale risale al 1391, ed è un atto di pagamento per un intervento effettuato sull'organo. Nel secolo successivo venne costruito un nuovo strumento, sostituito da un altro nel 1554. Quest'ultimo, collocato nel braccio sinistro del transetto era opera dell'organaro bresciano Giovanni Battista Facchetti e venne affiancato, a partire dal 1603 da un nuovo organo, costruito dal pavese Giuseppe Vittani. Entrambi gli strumenti vennero più volte modificati durante il XVIII secolo e, nel 1826, quello di destra sostituito. Quello di sinistra, invece, fu ricostruito secondo i canoni dell'epoca nel 1890 da Camillo Guglielmo Bianchi su progetto di Pier Costantino Remondini. Negli anni '80 dello stesso secolo, George William Trice realizza due progetti per un nuovo organo della cattedrale, mai realizzato.
Nel 1932, la ditta organaria Parodi e Marin inizia la costruzione del nuovo organo della cattedrale utilizzando il materiale fonico dei due organi del transetto e di quello del coro, opera di Camillo Guglielmo Bianchi che lo realizzò nel 1866. L'organo viene terminato ed inaugurato quattro anni dopo, nel 1936, e restaurato nel 1967. A partire dal 2003, lo strumento è stato sottoposto ad un intervento conservativo, ad opera dei fratelli Marin; il concerto d'inaugurazione è stato tenuto da Olivier Latry il 15 ottobre 2005.
Attualmente (2012), lo strumento ha quattro tastiere di 61 note ciascuna ed una pedaliera concavo-radiale di 32; il suo materiale fonico è suddiviso fra le due casse barocche sulle rispettive cantoria nelle testate del transetto, mentre la consolle, decorata con intagli, si trova nel transetto destro, al lato dell'area presbiterale; la trasmissione è elettronica.

## Galleria d'immagini

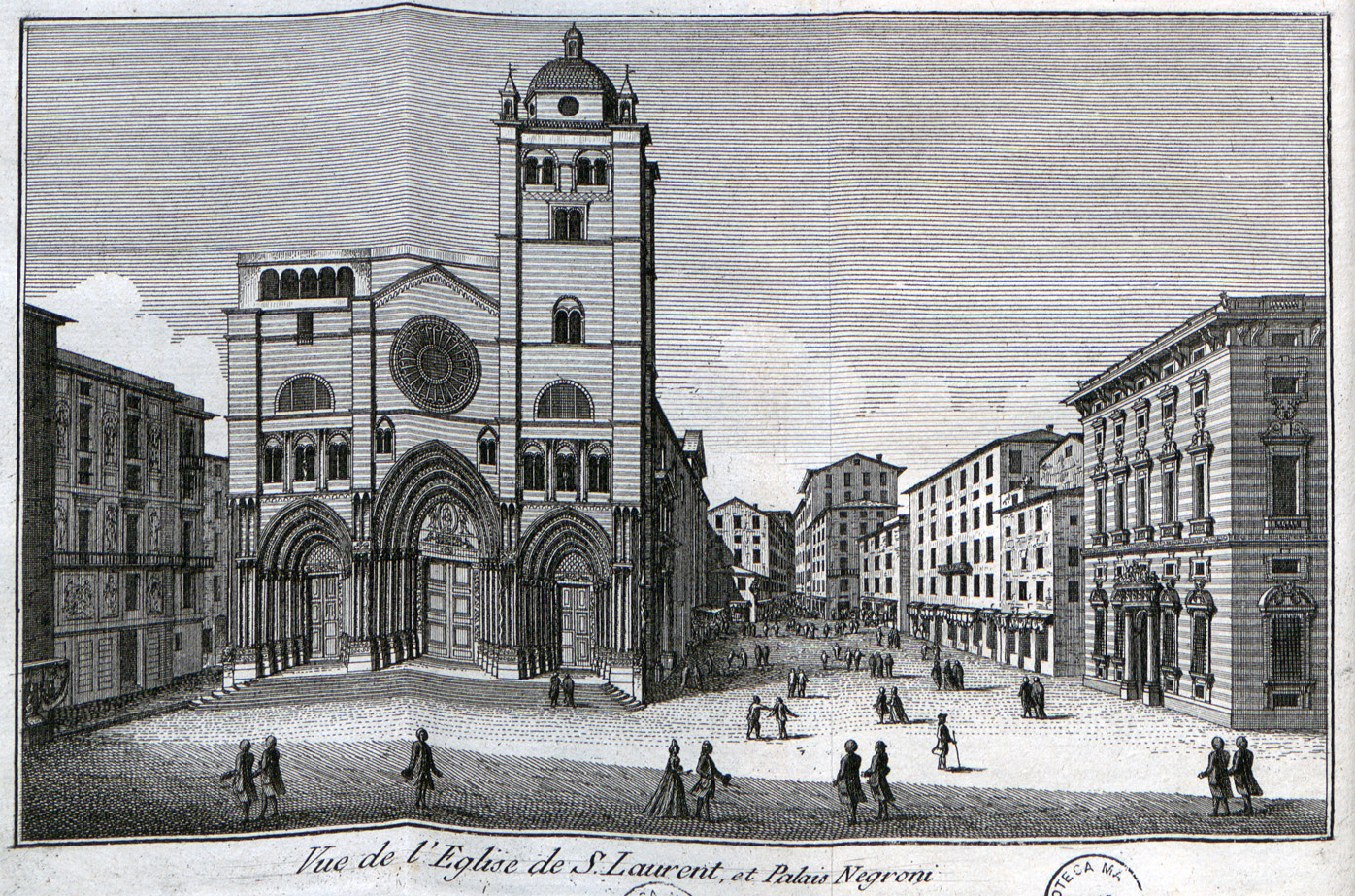
La cattedrale in un'illustrazione del 1781
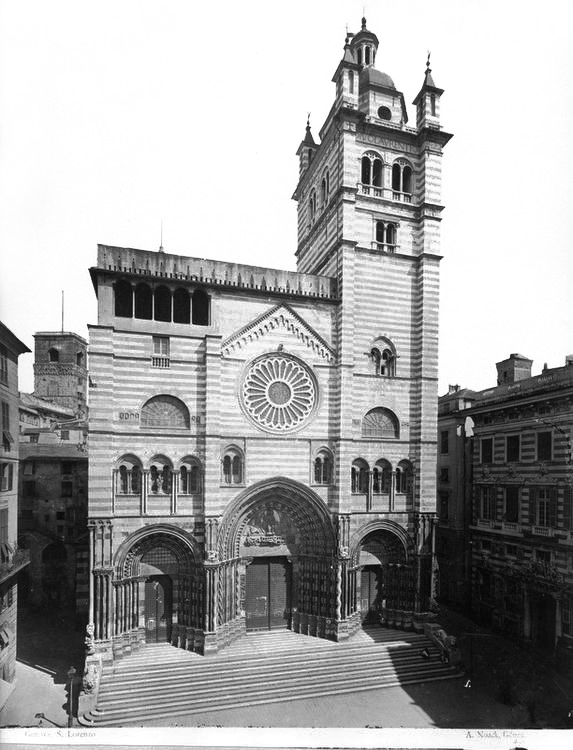
Una foto della facciata, realizzata nella seconda metà del XIX secolo da Alfred Noack
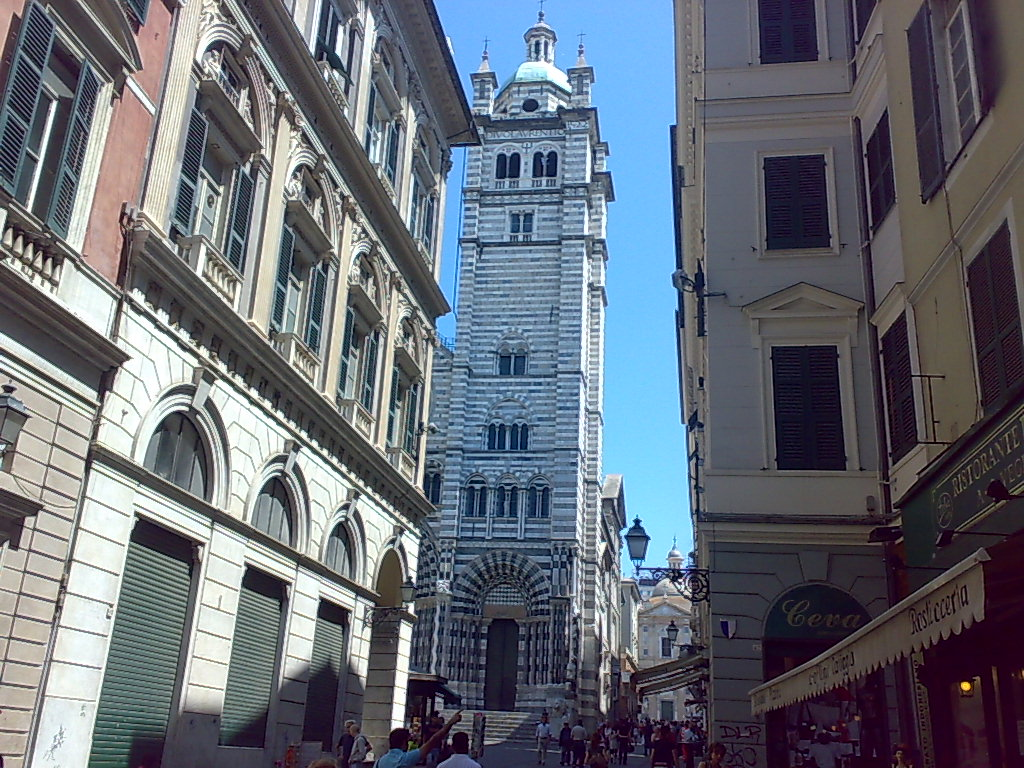
Il campanile visto da via San Lorenzo
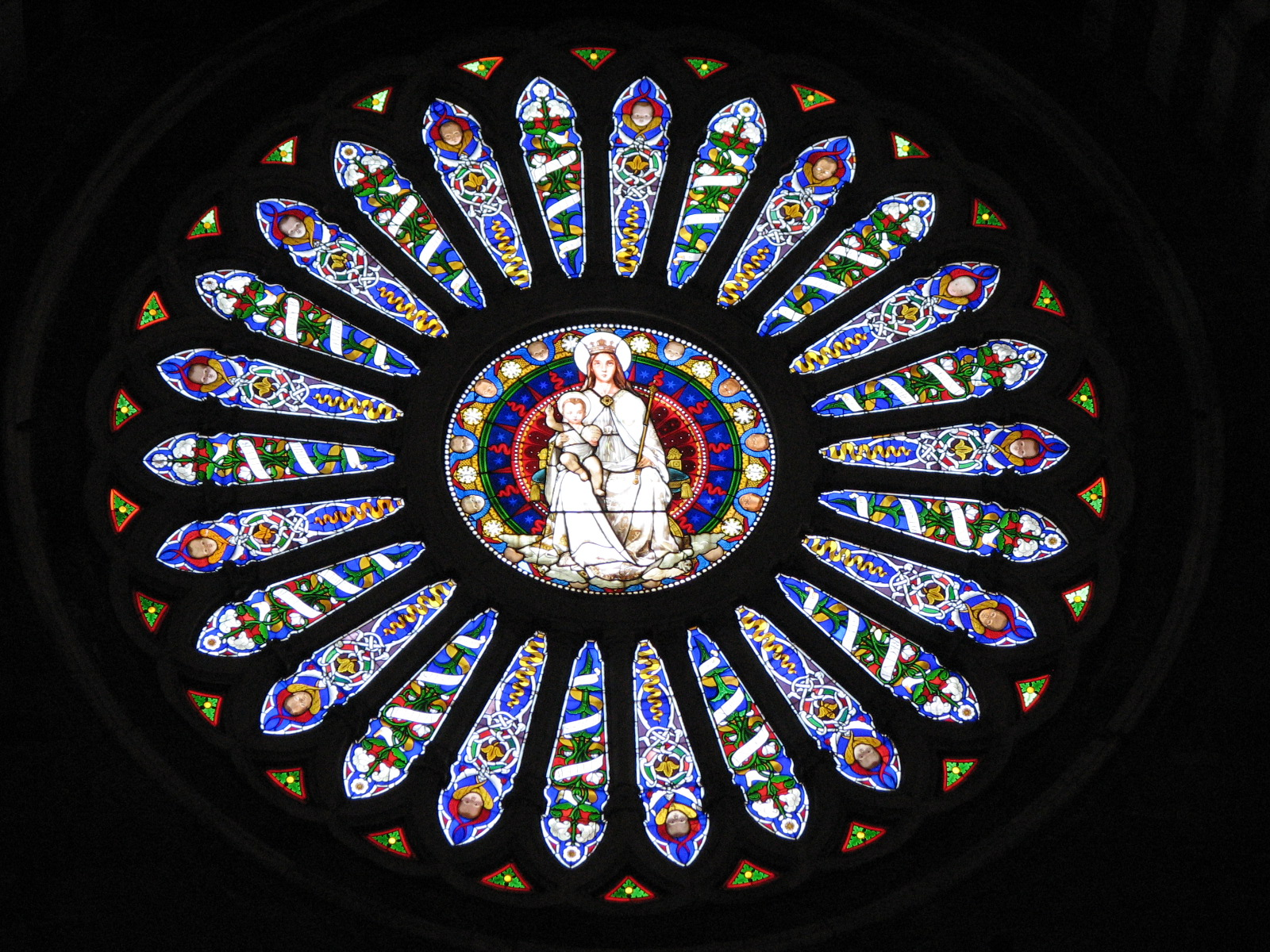
Il rosone della cattedrale
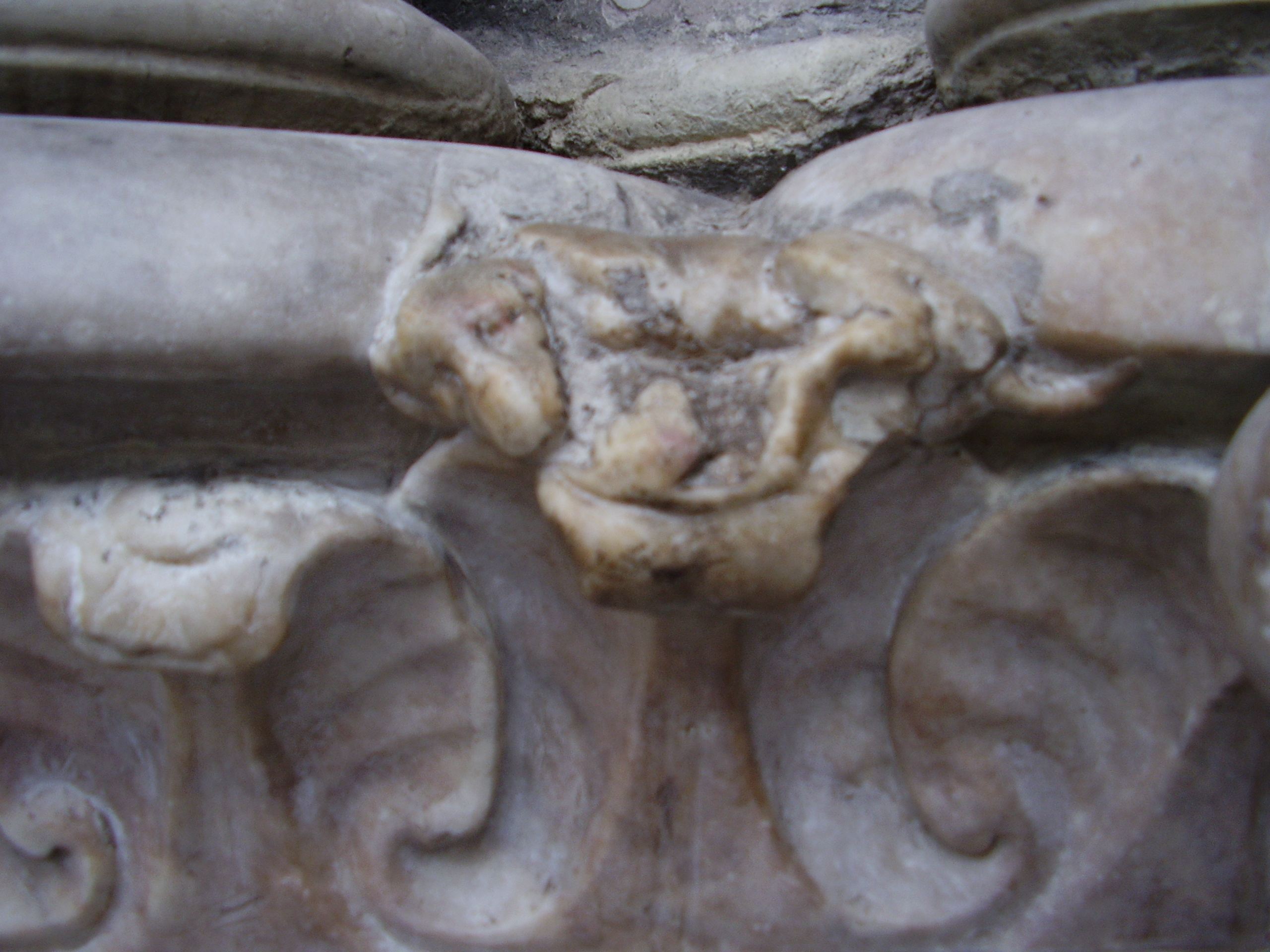
Il piccolo cane dormiente su un portale

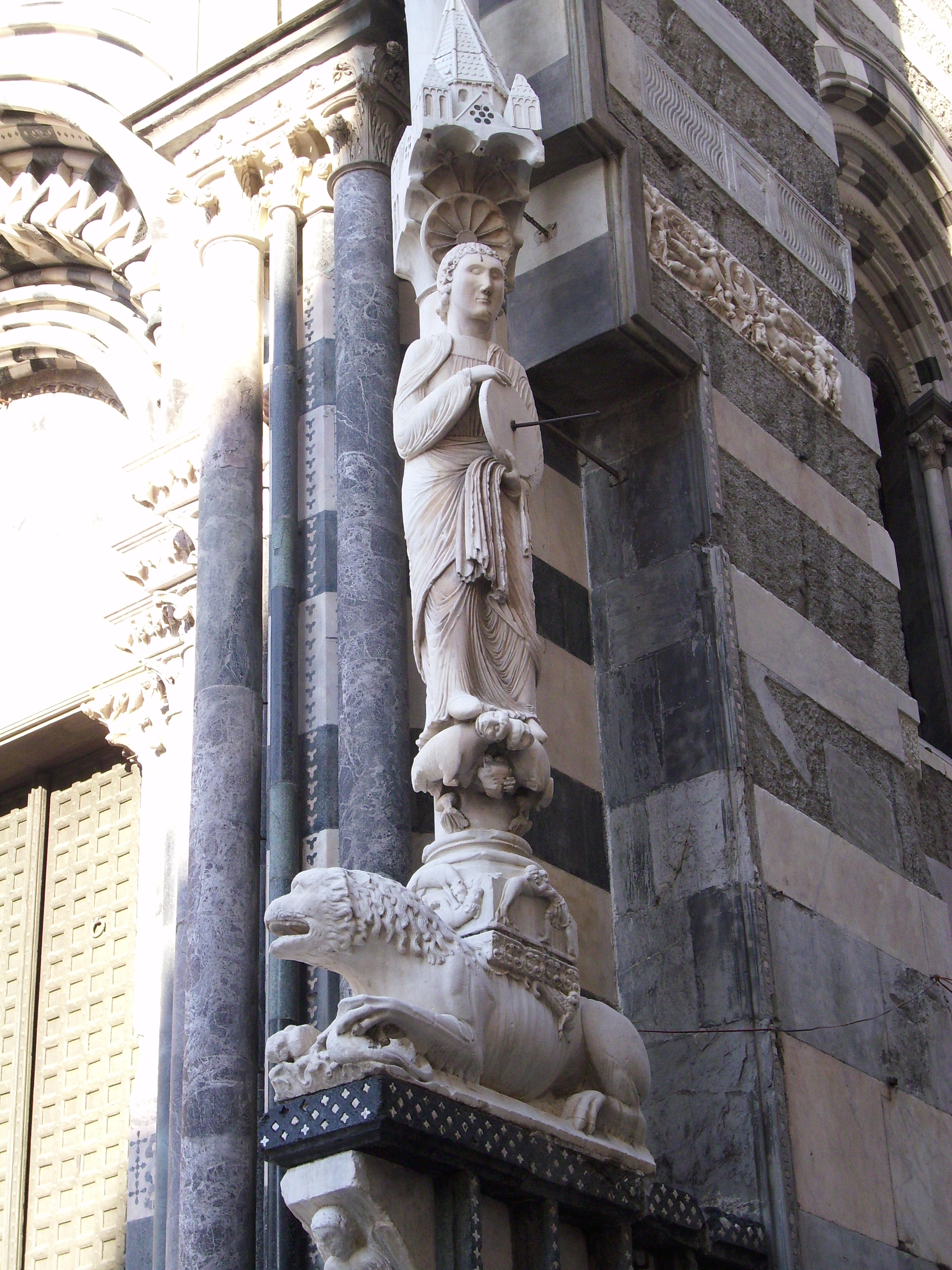
La statua dell'Arrotino, all'angolo con Via San Lorenzo
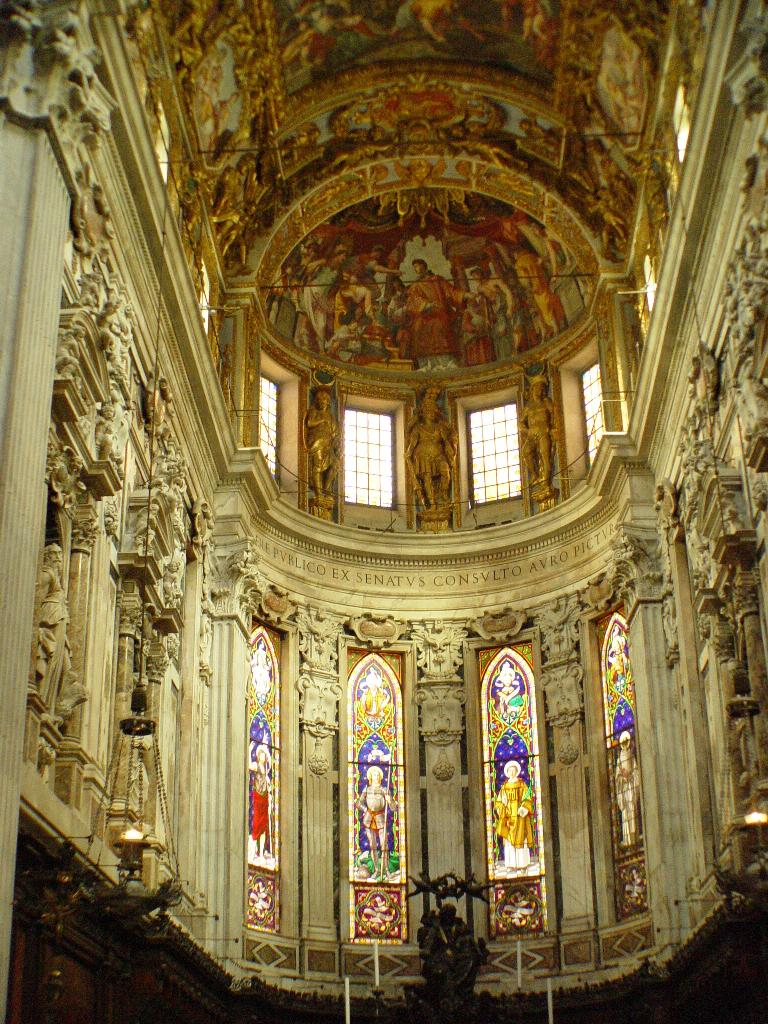
L'abside
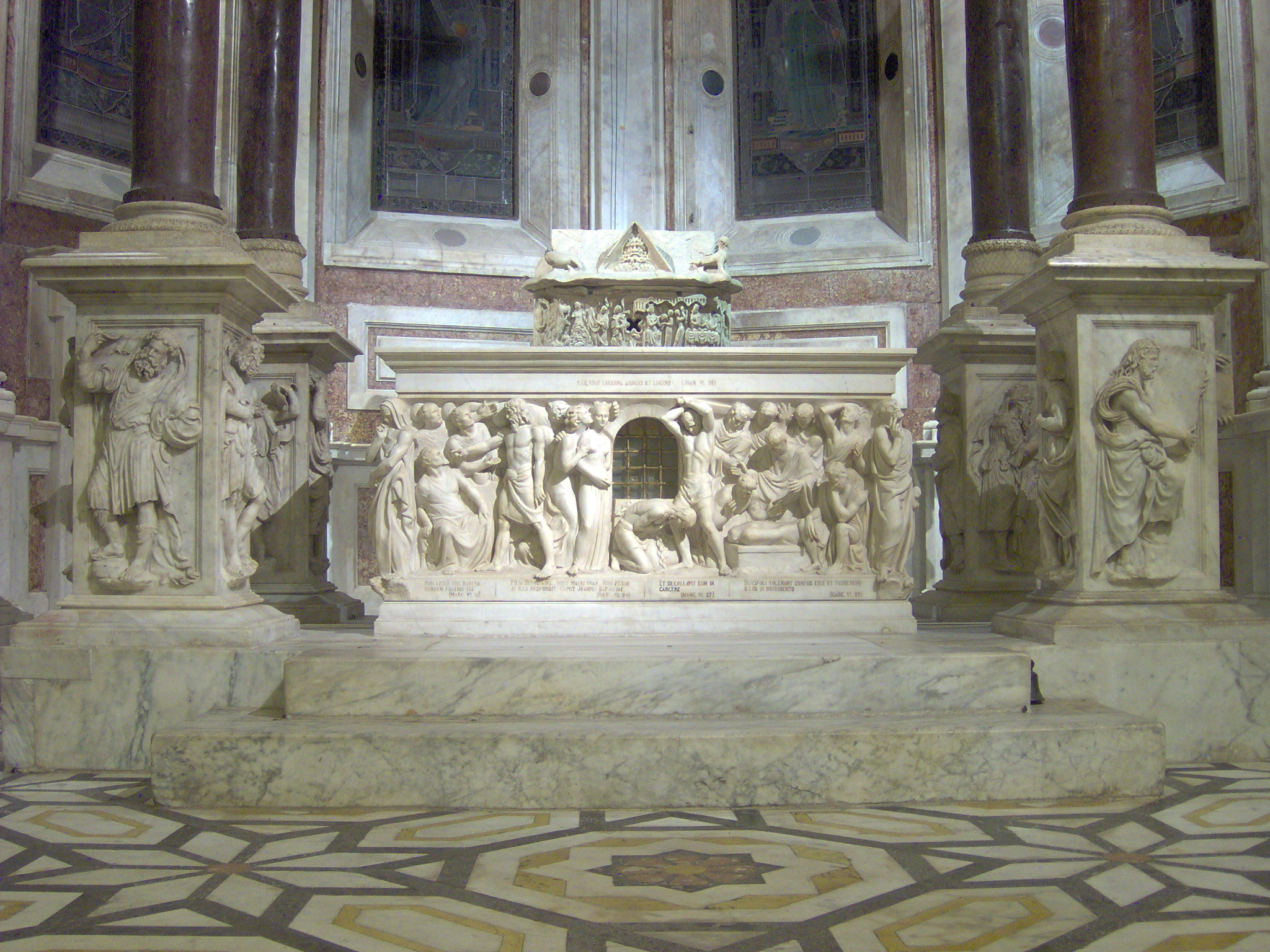
L'urna con le reliquie di San Giovanni Battista, patrono della città, nella cappella a lui dedicata
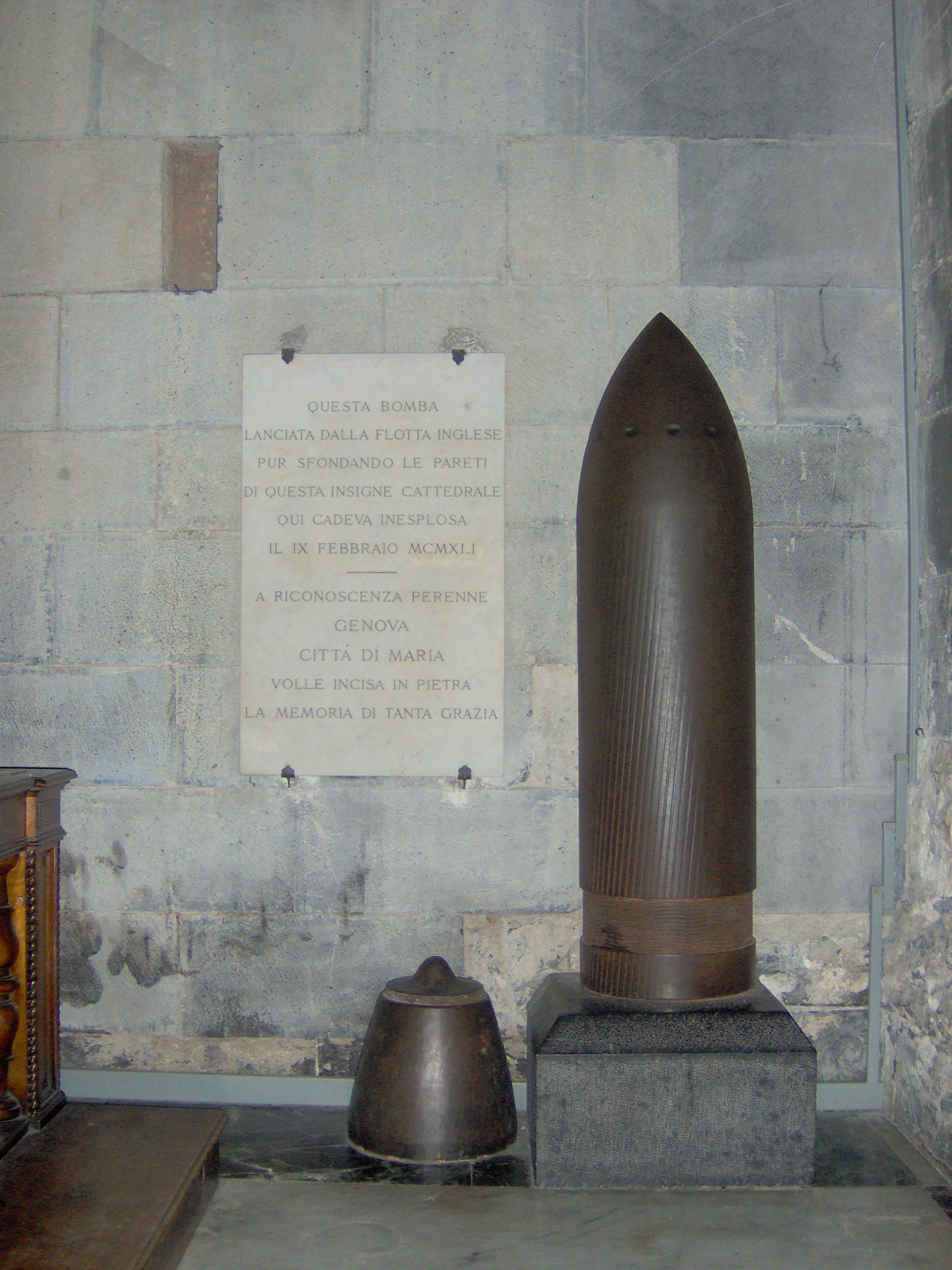
Proiettile navale inglese inesploso